# Т-72
Т-72 «Урал» — основний бойовий танк другого покоління, розроблений в СРСР. Прийнятий на озброєння радянської армії у 1973 році. За 30 років виробництва виконано 14 основних модифікацій.
Танк створений в КБ «Уралвагонзаводу» під керівництвом Леоніда Карцева на основі Т-64А (Об'єкт 434) та мав стати його «мобілізаційним» варіантом — дешевшим та простішим у виробництві. Серед іншого, тут було використано дизельний двигун В-46 (подальший розвиток встановленого на Т-34 двигуна В-2), а також ходову частину Об'єкта 167 (подальший розвиток Т-62). На відміну від Т-64, який був засекречений, Т-72 широко постачався як до країн Варшавського пакту, так і на експорт за його межі, зокрема в Фінляндію, Індію, Іран, Ірак, Сирію. Досі залишається на озброєнні багатьох країн. Модифікації Т-72 випускалися за ліцензією в Югославії (M-84), Польщі (PT-91), Чехословаччині й Індії, які, у свою чергу, також їх експортували.
Завдяки своїй поширеності брав участь в численних військових конфліктах, зокрема, у Лівані (1982), Ірано-іракській війні, Війні у Перській затоці (1991), Югославських війнах, та у російсько-українській війні.

## Історія
Т-72 розроблений і вироблявся Уралвагонзаводом в Нижньому Тагілі. Головний конструктор машини — В. Н. Венедиктов.
Розробка Т-72 почалася 1967 року, коли перший досвід експлуатації Т-64 виявив недостатню надійність двигуна, ходової частини і механізму заряджання[джерело?]. В 1968-69 роках відбулися порівняльні випробування танків Т-64А з двигуном В-45 і ежекційною системою охолоджування (розробка конструкторського бюро в Харкові) і зразків з двигуном В-45, автоматом заряджання гармати на 22 постріли і системою вентилятора охолоджування (розробка конструкторського бюро в Нижньому Тагілі). Останні показали вищі результати[джерело?]. У листопаді 1969 року на ці машини почали встановлювати двигуни В-46 потужністю 573 кВт (780 к.с.) і ходову частину нової конструкції. Виготовленому з вказаними змінами зразку був присвоєний індекс «об'єкт 172М». 1973, після військових випробувань, він був прийнятий на озброєння під маркою Т-72 і незабаром отримав найменування «Урал».

## Характеристики
Т-72 призначений для вирішення бойових завдань військ, найперше у наступі, а також і в обороні, як масовий загальний засіб ведення активних, рішучих і динамічних бойових дій на суші в умовах як звичайної, так і ядерної війни.
Технічні характеристики Т-72 відображають розвиток танкобудування кінця 1960-х — 80-х років, тобто перехідного періоду від танків другого до танків третього післявоєнного покоління. При збереженні основних бойових і технічних характеристик на рівні свого попередника, легшого танка Т-64А (різниця маси 4 т), потужність двигуна танка Т-72 стала більша на 80 к.с., а гусениці — ширше на 40 мм. Характерні для Т-64А значення максимальної швидкості, запасу ходу, прохідності для важчих Т-72 залишилися такими ж завдяки збільшенню місткості паливних баків.
Двигун — чотиритактний багатопаливний дизель В-46 максимальною потужністю 780 к.с. Трансмісія — механічна.
Основне озброєння для початкової серії Т-72 — модернізована танкова 125-мм гладкоствольна гармата 2А26М2. Для Т-72А — 2А46-1, а для Т-72Б — 2А46М. Стрільба виконується артпострілами роздільно-гільзового заряджання з бронебійними, підкаліберними, кумулятивними, уламково-фугасними снарядами і пострілами з керованою ракетою (для 2А46М), яка має бойову кумулятивну частину.
Практична скорострільність гармати — 8 пострілів за хвилину. З гарматою спарений кулемет ПКТ, на башті встановлено зенітний 12,7-мм кулемет НСВ, а з її боків — димові гранатомети. Бронювання в верхні лобовій деталі корпусу-комбіноване, башти — монолітне (для початкової серії Т-72), а починаючи з 1979 року для Т-72А -комбіноване (наповнювач з термообробленого кварцу, так звані «піщані стрижні»). В 1985 році для Т-72Б при бронюванні башти стали ставити блоки відбиваючих елементів.

## Модифікації

### СРСР
- Т-72К — командирський танк.

#### Т-72А
- Т-72А (1979) — модернізація Т-72. Основні відмінності: лазерний приціл-далекомір ТПДК-1, нічний приціл навідника ТПН-3-49 з освітлювачем Л-4, суцільні бортові протикумулятивні екрани, не монолітне, а комбіноване бронювання башти («піщані стрижні»), гармата 2А46-1 (замість гармати 2А26М2), система 902Б запуску димових гранат, система захисту від напалму, система дорожньої сигналізації, нічний прилад ТВНЕ-4Б механіка-водія, збільшений динамічний хід котків, двигун В-46-6.
- Т-72АК — командирський варіант Т-72А.
- Т-72М (1980) — експортний варіант Т-72А. Відрізнявся броньовою конструкцією башти, комплектацією боєприпасів і системою колективного захисту.
- Т-72М1 (1982) — модернізація Т-72М. Відрізнявся додатковим 16-мм броньовим листом на верхній лобовій деталі корпусу і комбінованою бронею башти з піщаними стрижнями як наповнювач.
- Т-72АВ (1985) — варіант Т-72А з навісним динамічним захистом.

#### Т-72Б
- Т-72Б, відомий також як Т-72Б зр. 1984 — модернізований варіант Т-72А з комплексом керованого озброєння. Розроблено можливість пострілів керованою ракетою з гладкоствольної гармати (2А46М) танку . Зміни в бронюванні башти (введені блоки відбиваючих елементів). Оснащений навісною ДЗ, тому індекс Т-72БВ не застосовується.

Т-72Б
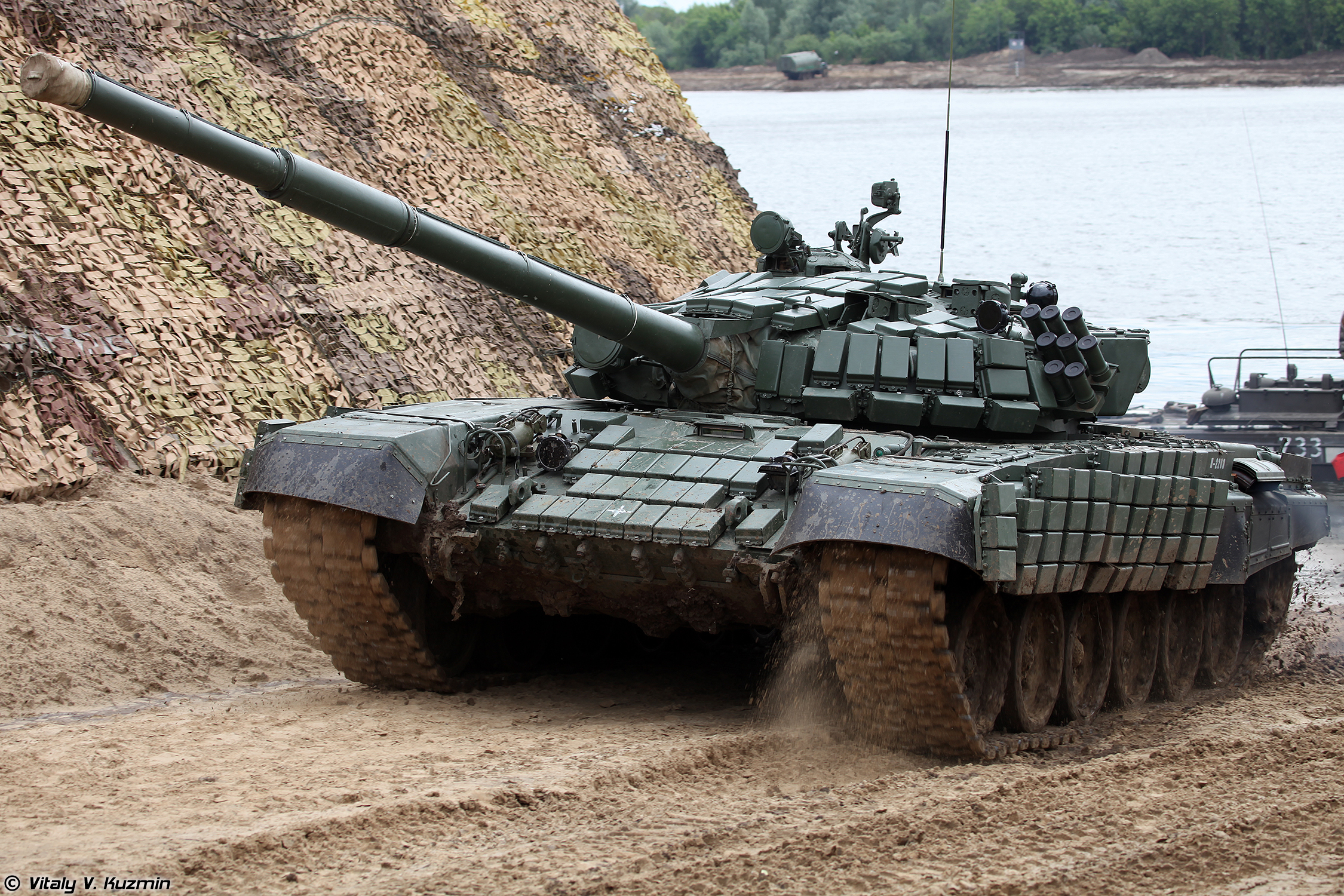
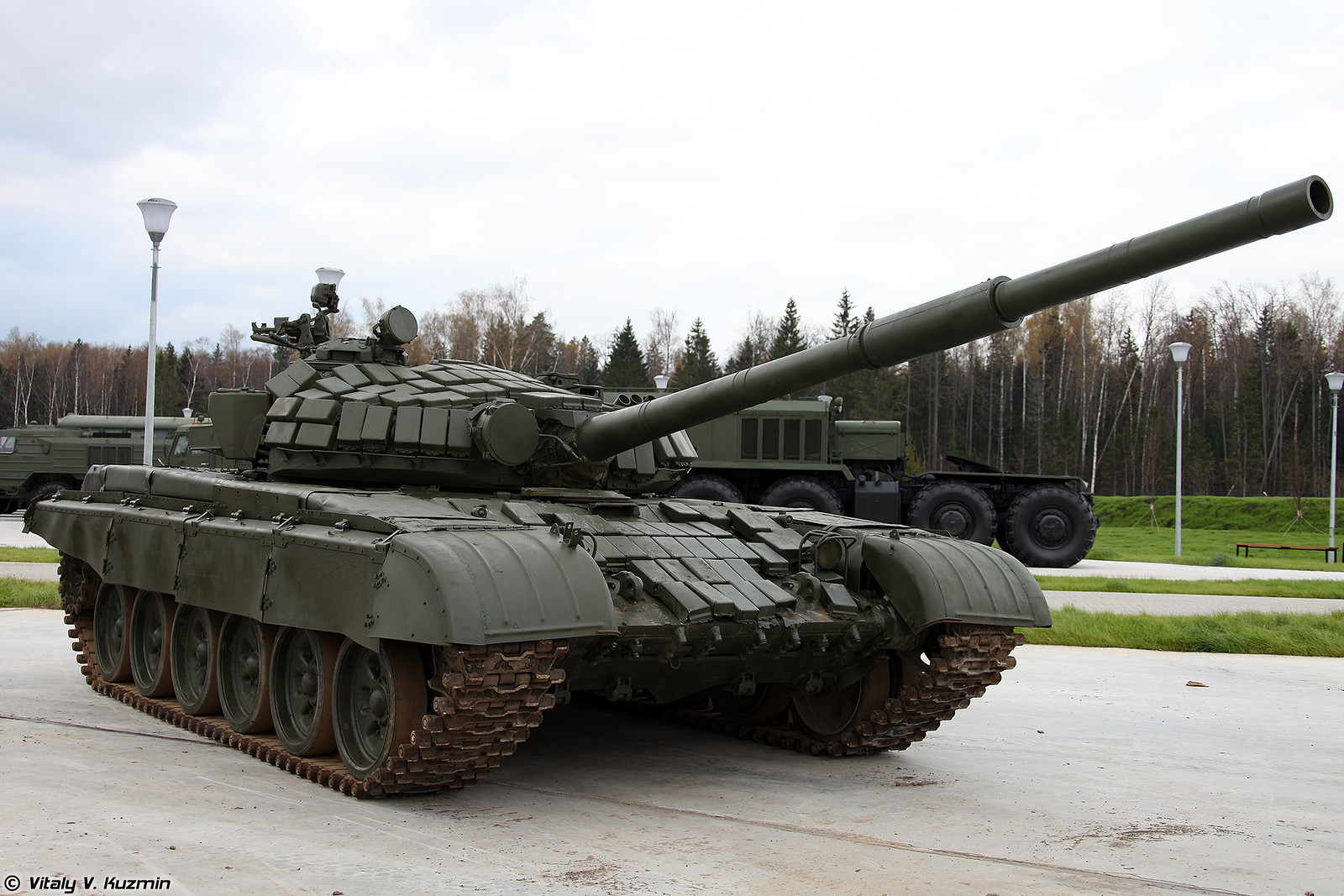
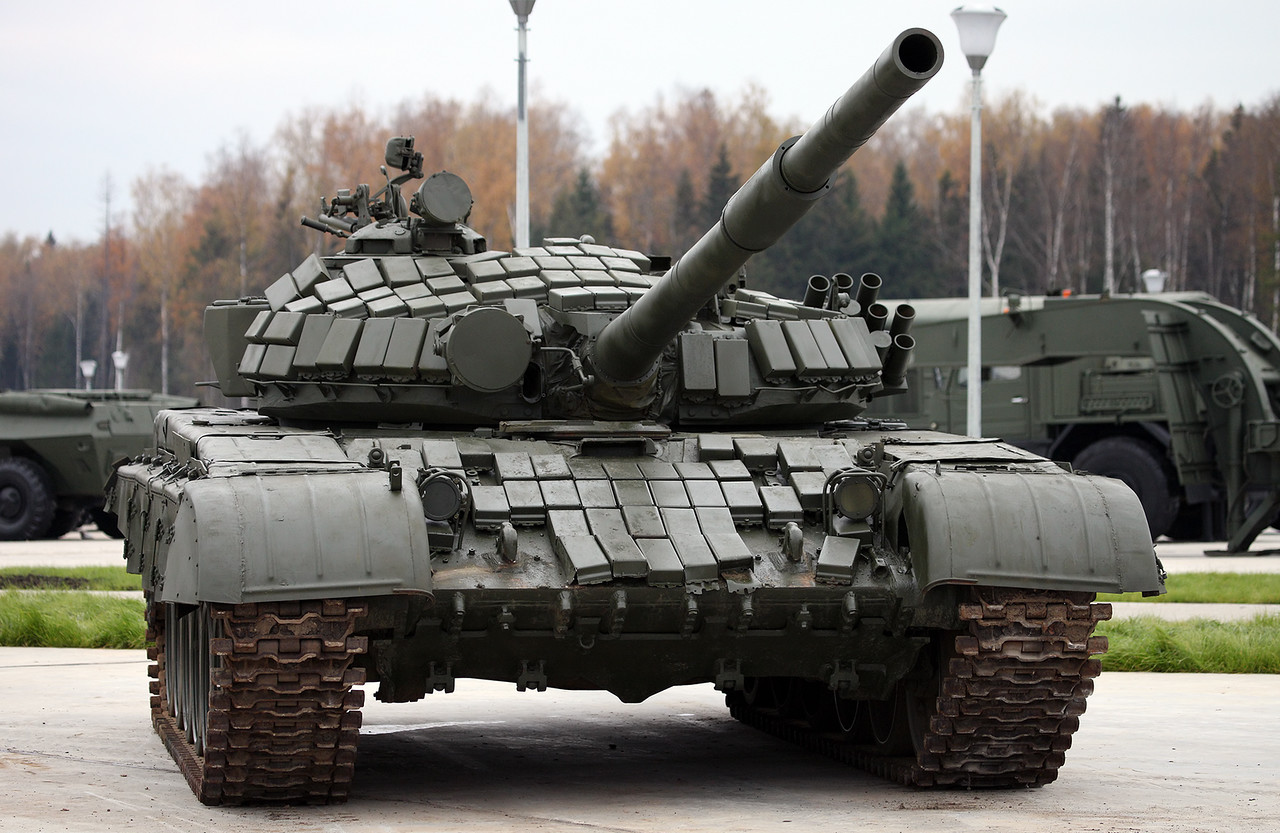
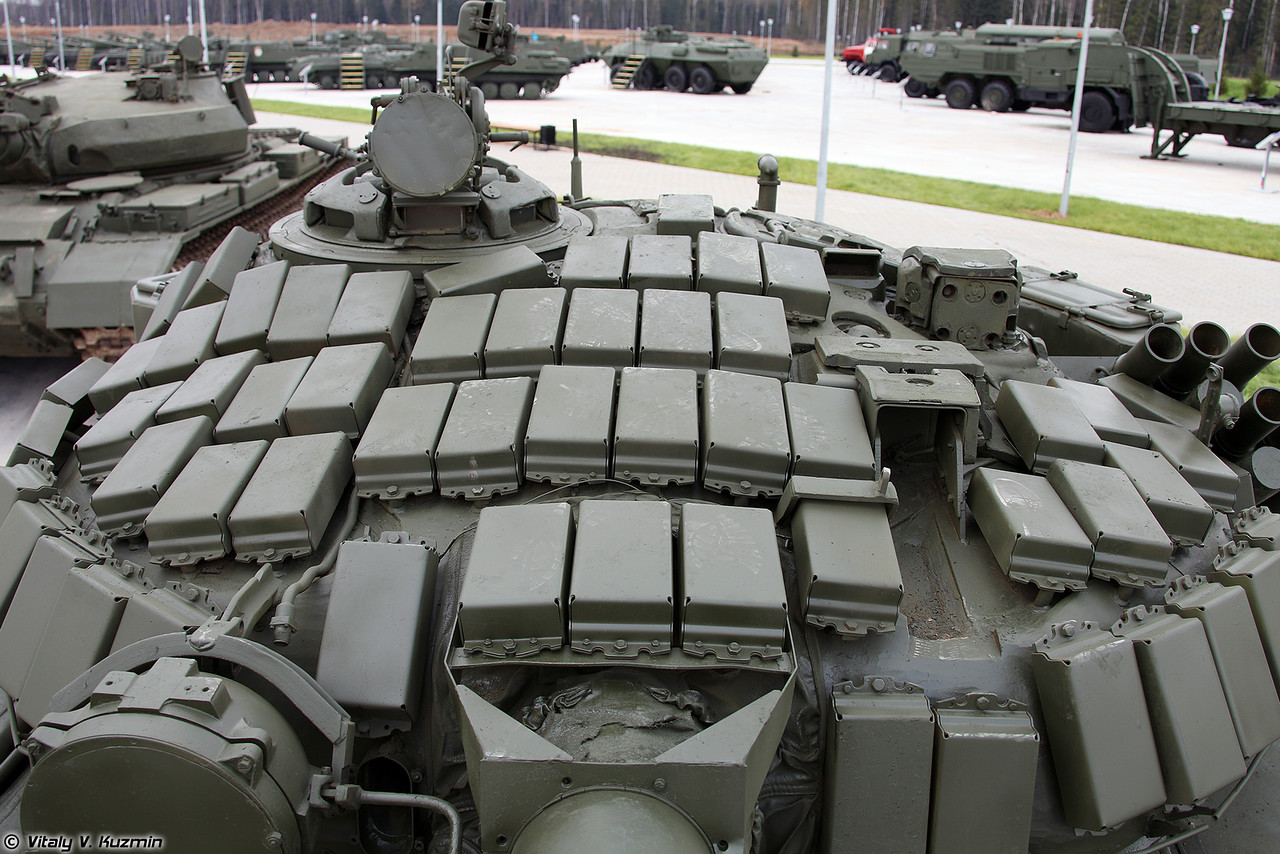

- Т-72Б1 — варіант Т-72Б без монтажу деяких елементів комплексу керованого озброєння.
- Т-72С (1987 р.) — експортний варіант Т-72Б. Первинне найменування — Т-72М1М. Основні відмінності: 155 контейнерів навісного динамічного захисту (замість 227), бронювання корпусу і башти збережене на рівні Т-72М1, інша комплектація боєприпасів до гармати, а також датчик вітру ДВЕ-БС.[3]

Т-72С
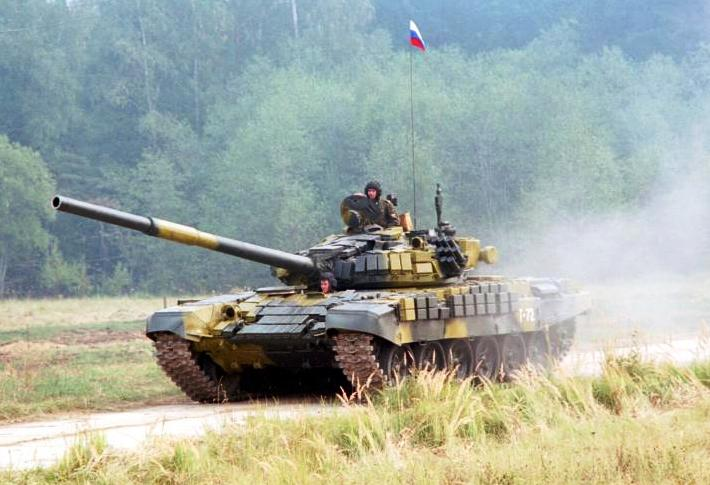
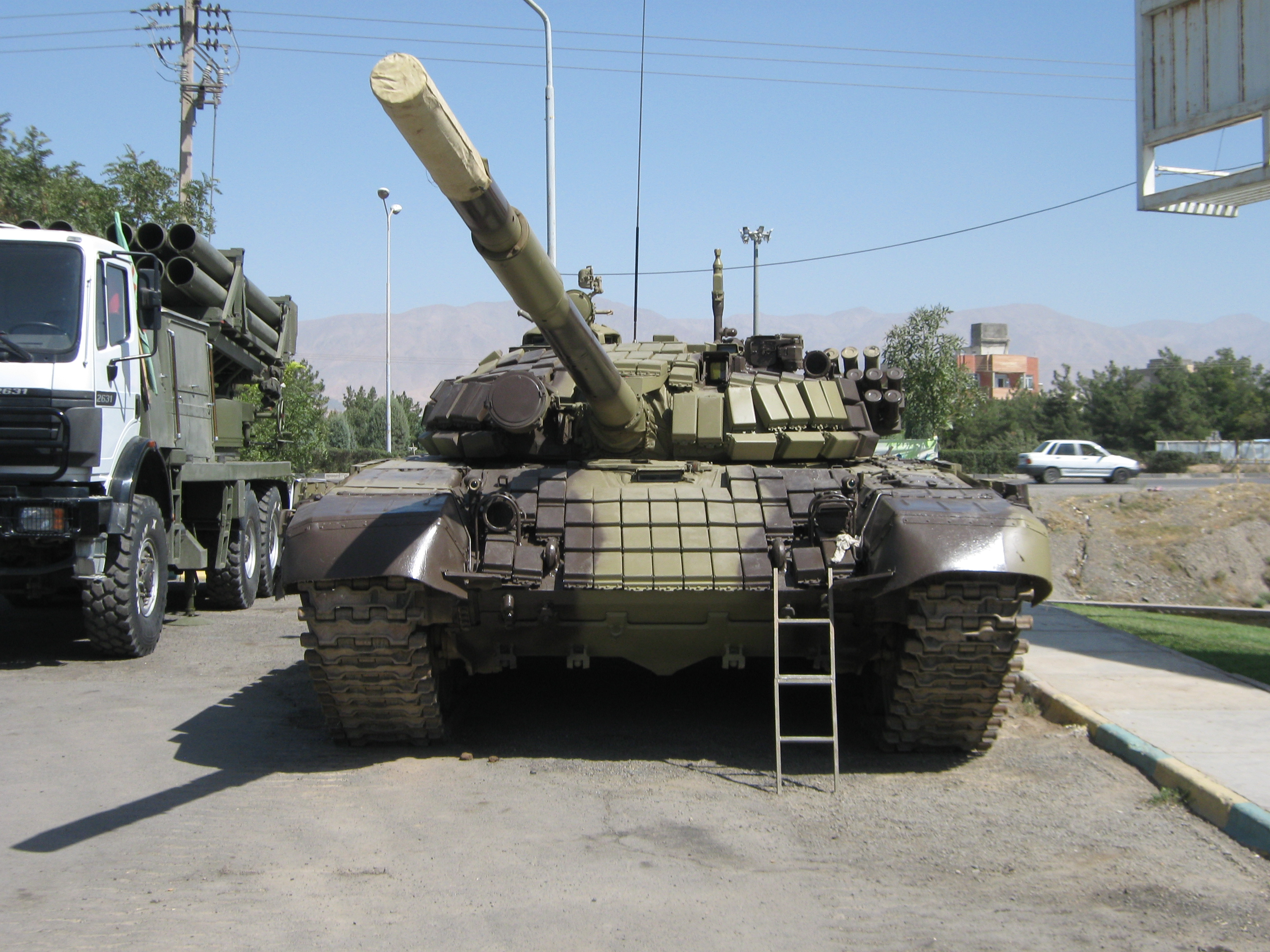
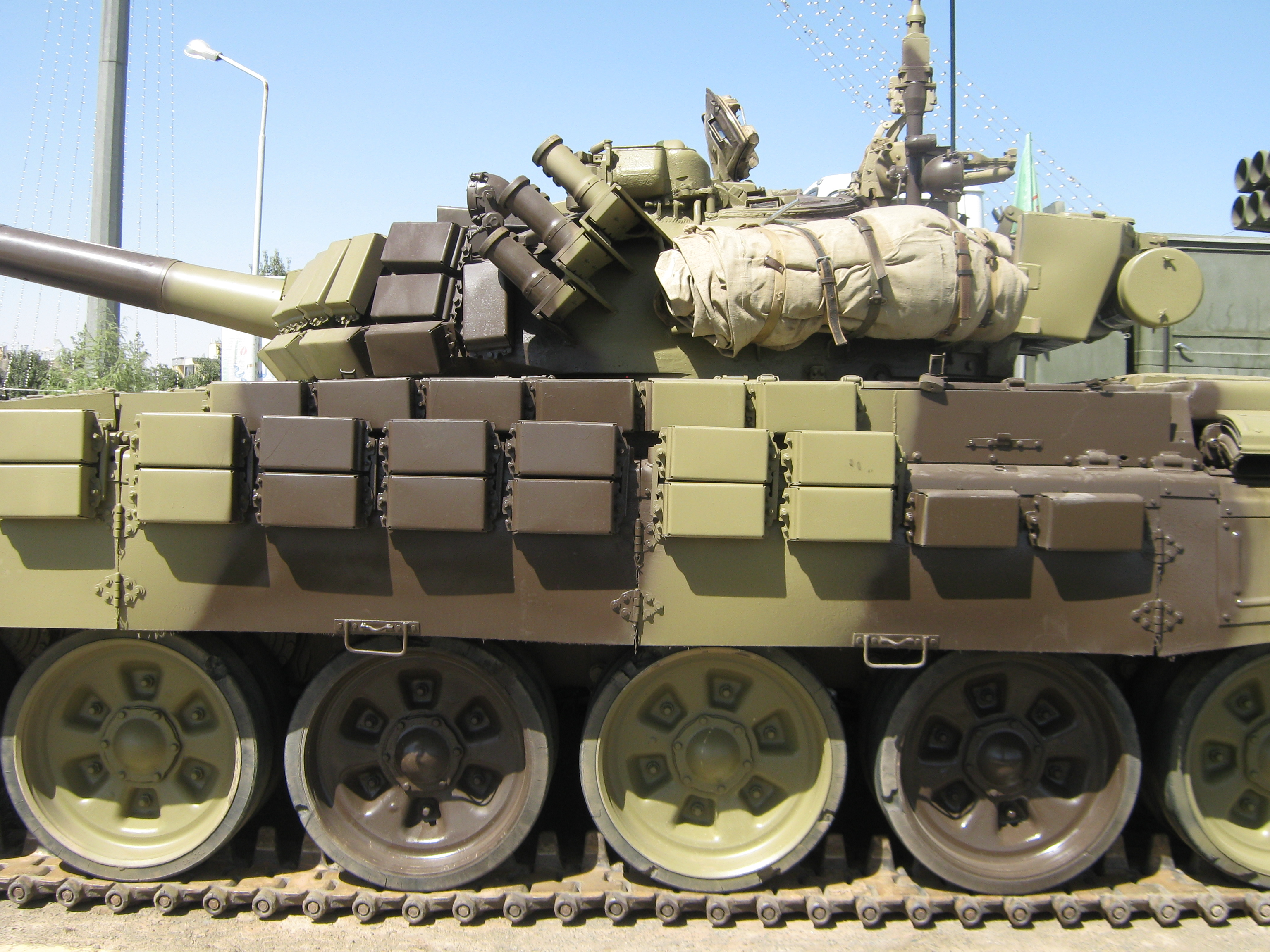
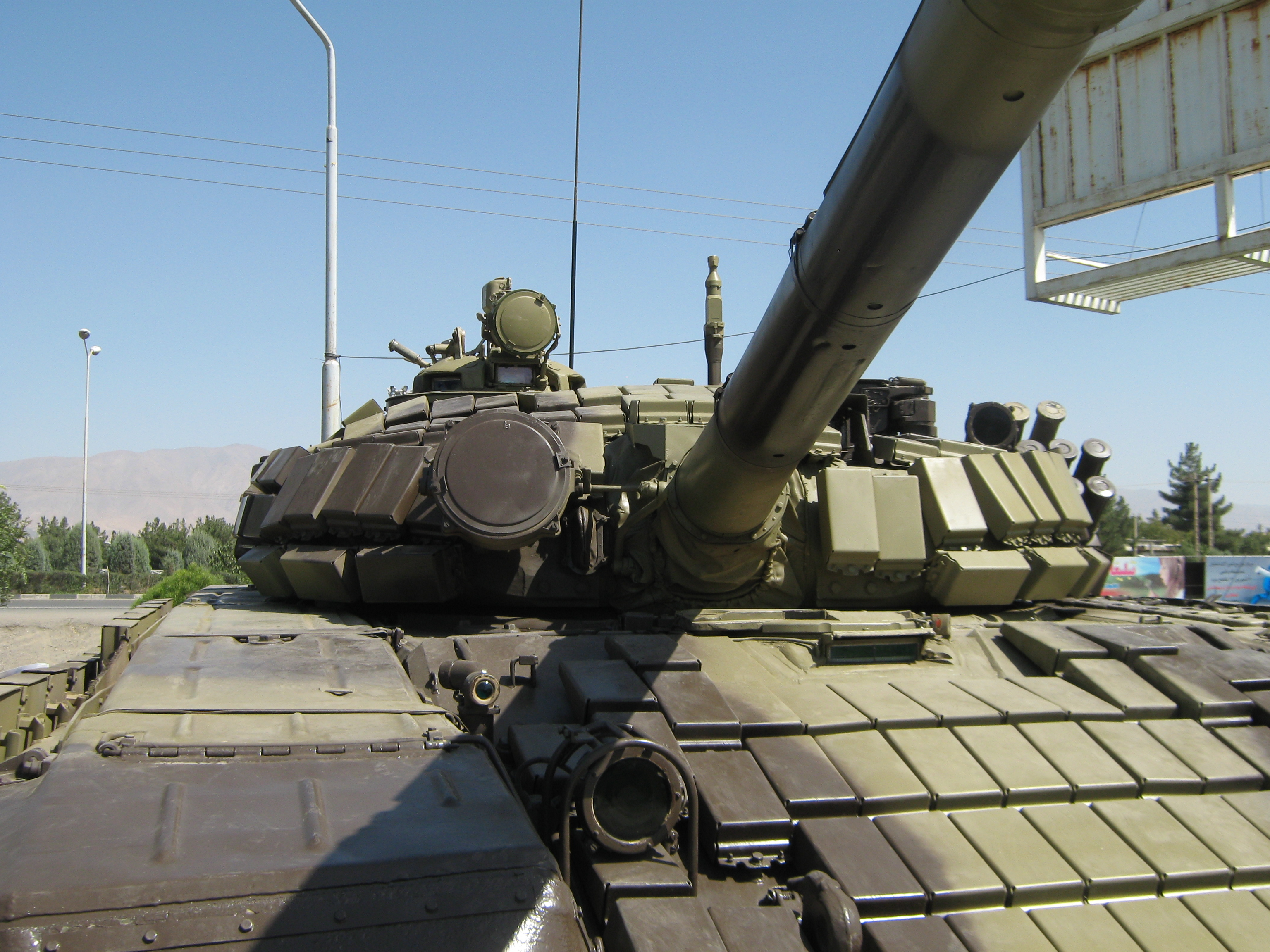

#### Т-72Б зр. 1989
Т-72Б зр. 1989 (рос. Т-72Б обр. 1989) (іноді зустрічається помилкова назва Т-72БМ) — модифікація танку Т-72Б зі встановленим динамічним захистом «Контакт-5». Танк має вдосконалений нічний приціл 1К13 у порівнянні зі старим ТПН-3-49.

Т-72Б зр. 1989
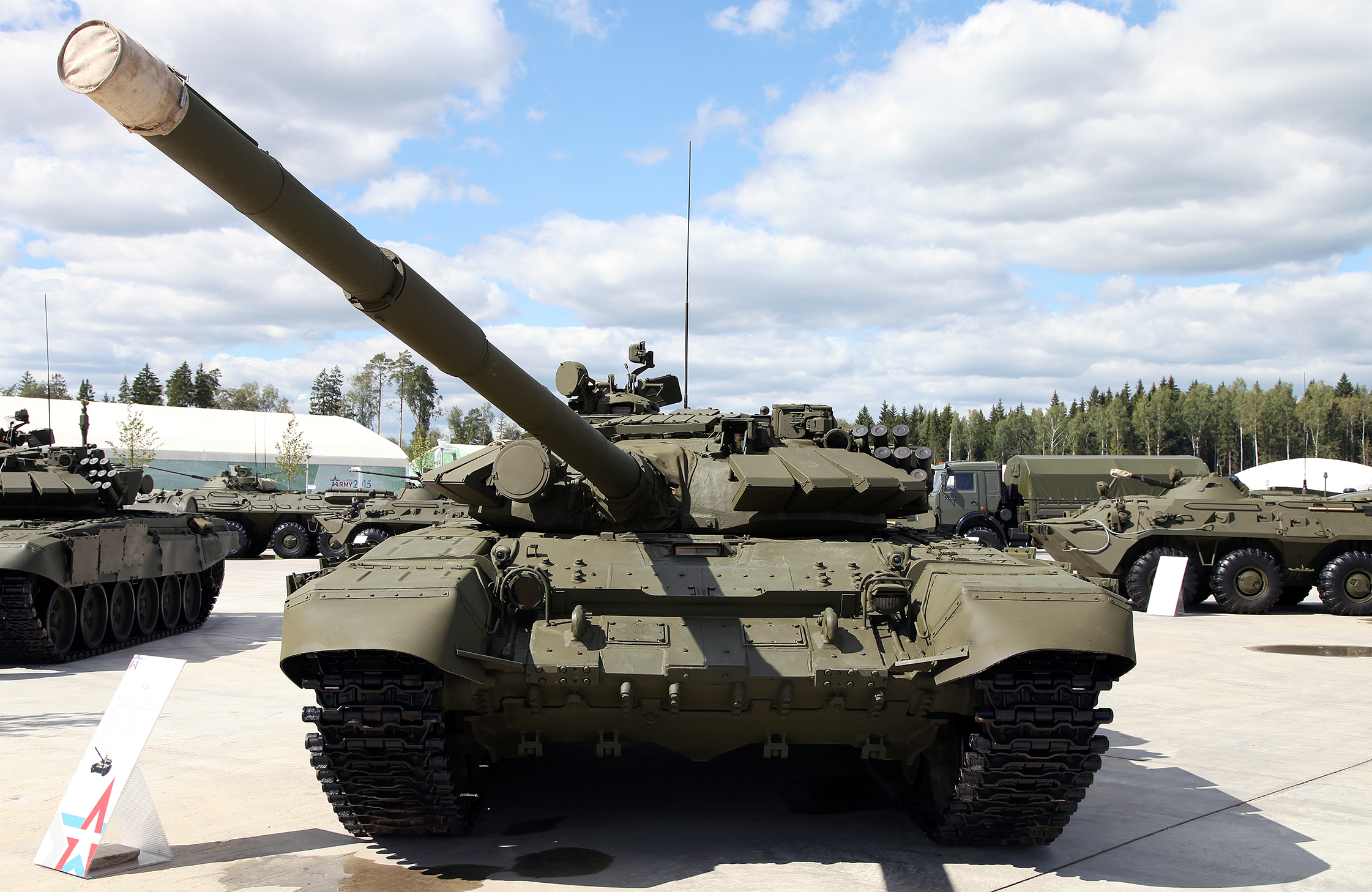
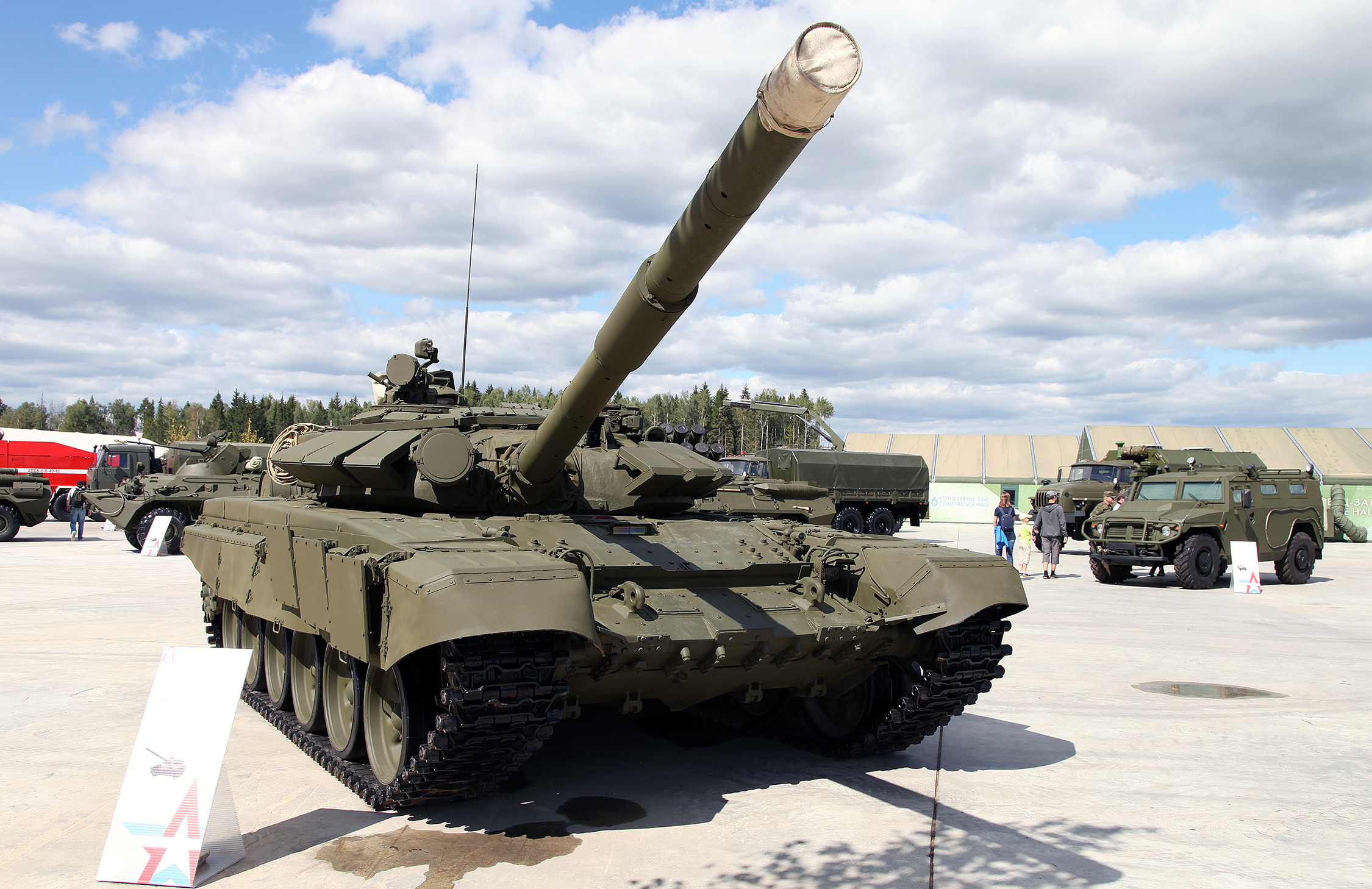
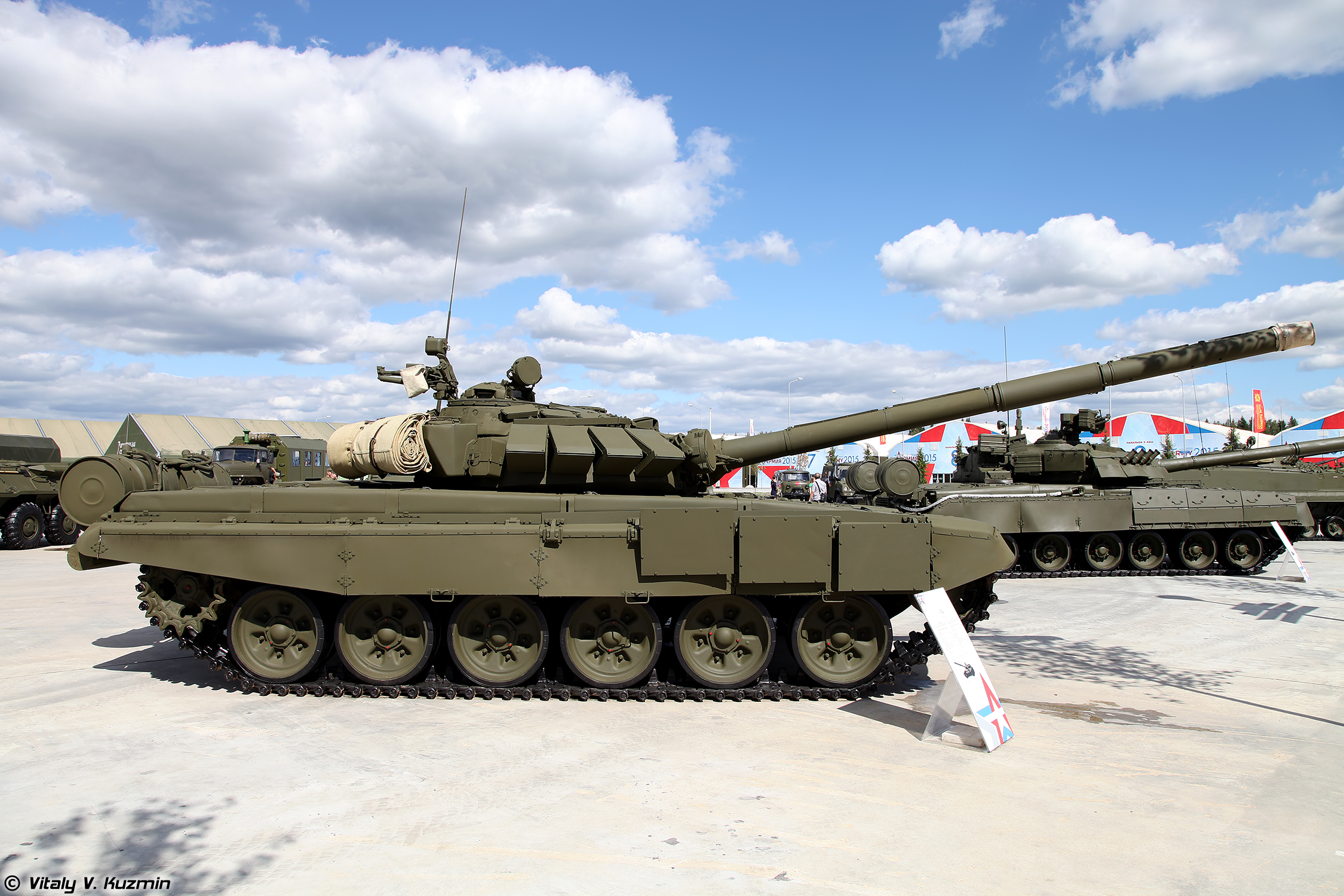
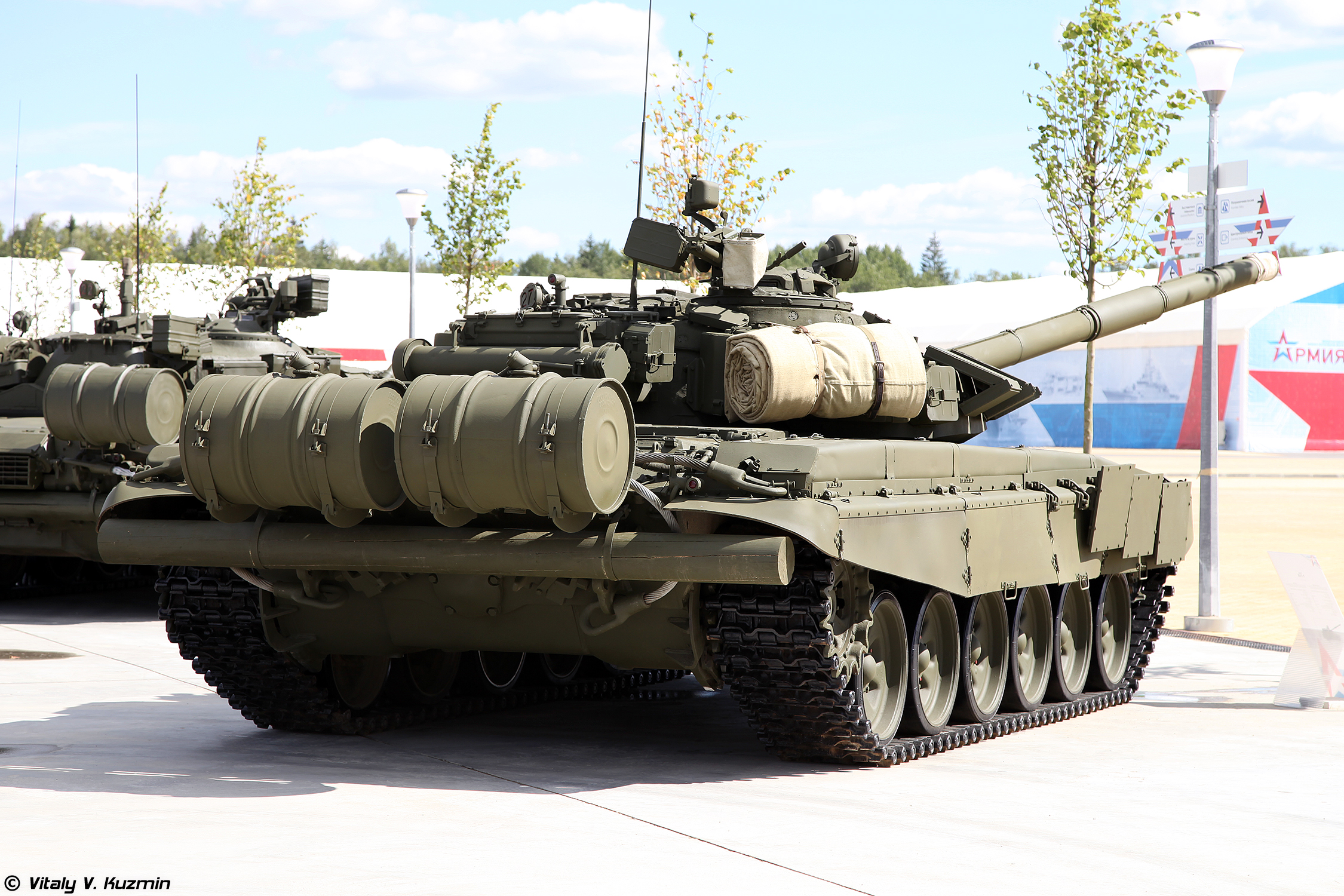

### Росія

#### Т-72БА
Т-72БА — модифікація танку Т-72Б. Багатьма рисами нагадує Т-72Б зр. 1989: на танку встановлений захист «Контакт-5», приціл 1К13. Відмінними рисами є датчик вітру ДВЕ-БС, встановлений на башті, і нові траки з паралельним шарніром.

Т-72БА
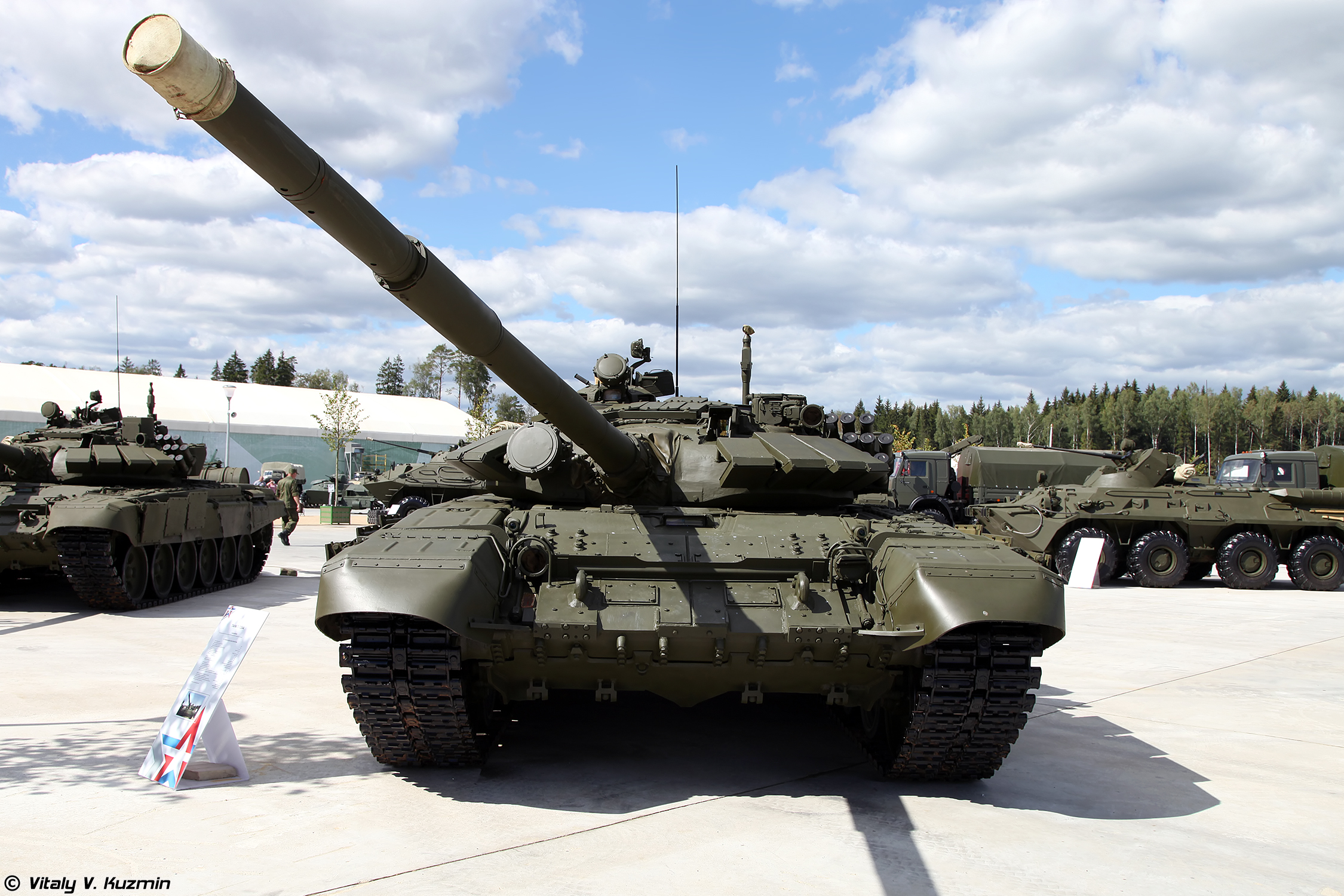
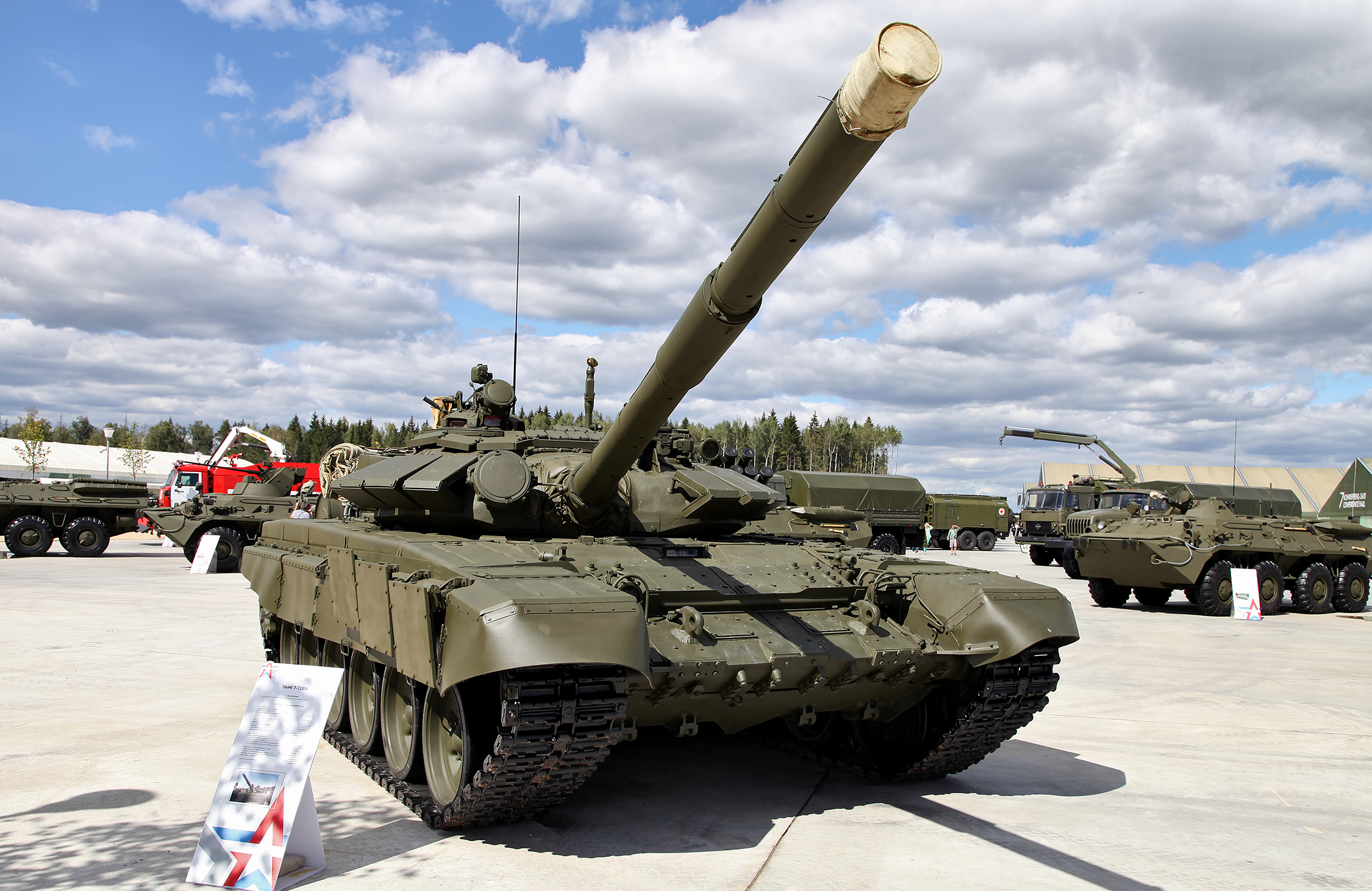
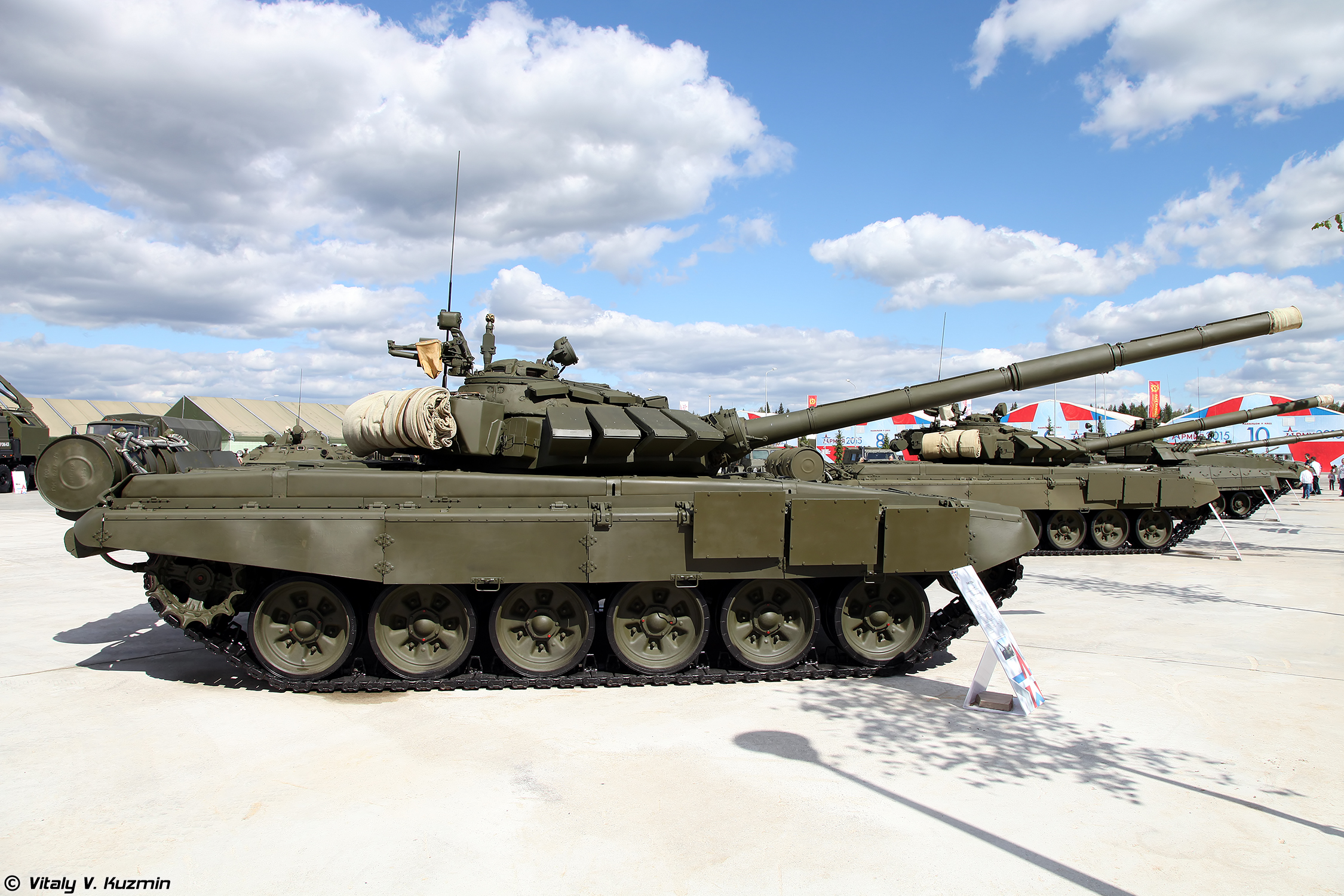
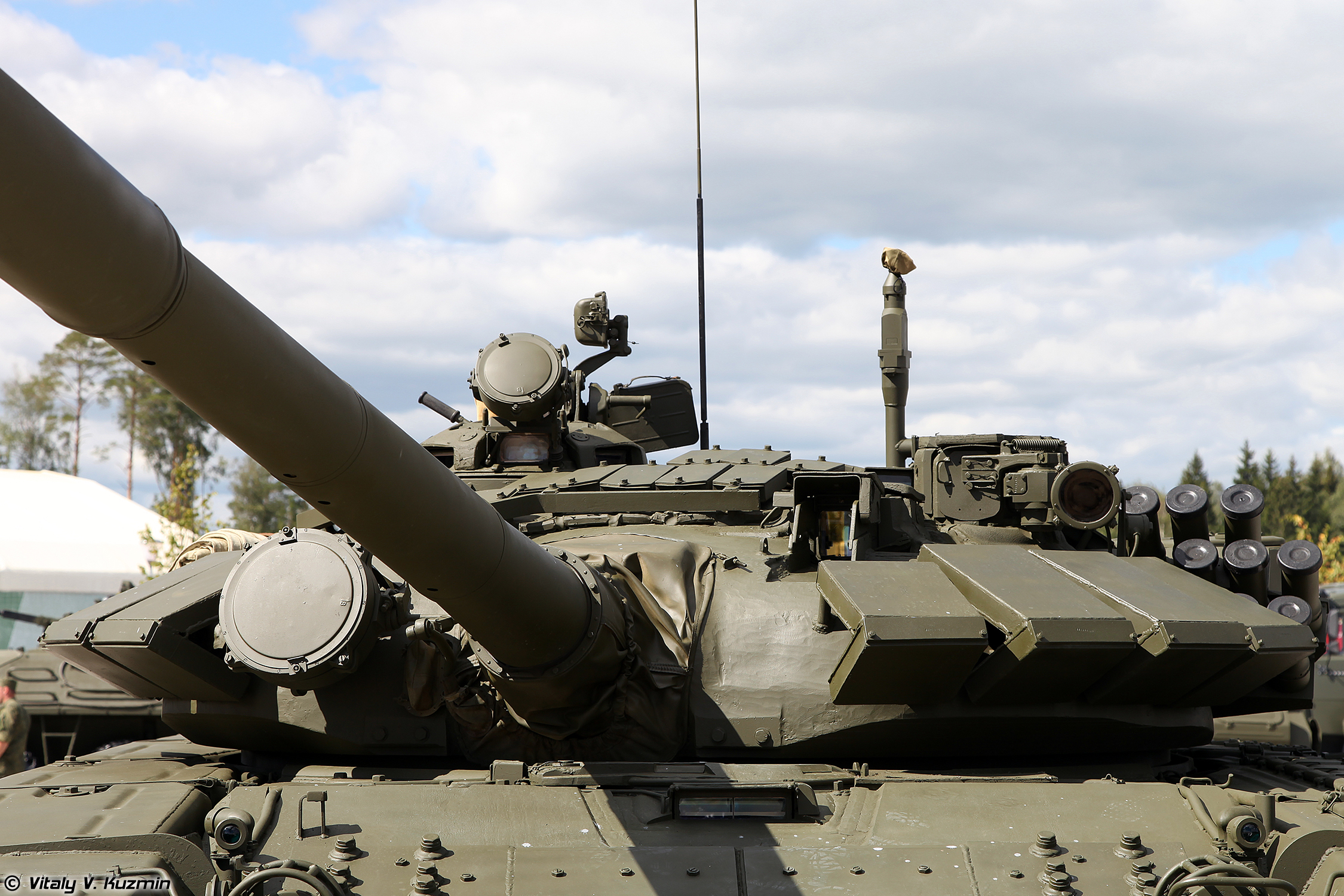
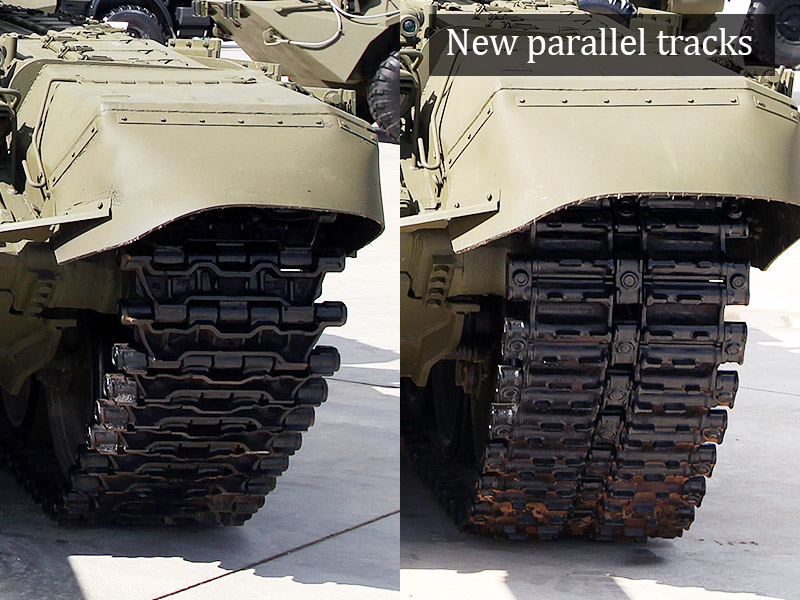

#### Т-72Б3
Т-72Б3 — модифікація танку Т-72Б, вперше представлена у 2013 році. Має багато спільних з Т-72БА рис: захист «Контакт-5», датчик вітру ДВЕ-БС, нові траки з паралельним шарніром. На відміну від Т-72БА, Т-72Б3 має вдосконалений приціл «Сосна-У» замість 1К13. Характерним обладнанням танку є також тепловізійна камера Catherine FC французької компанії Thales Optronic. Крім того, на Т-72Б3 відсутній інфрачервоний прожектор «Луна» на башті, а замість нього на правому боці башти встановлений п'ятий блок динамічного захисту «Контакт-5» (проти чотирьох блоків на попередніх модифікаціях).

Т-72Б3
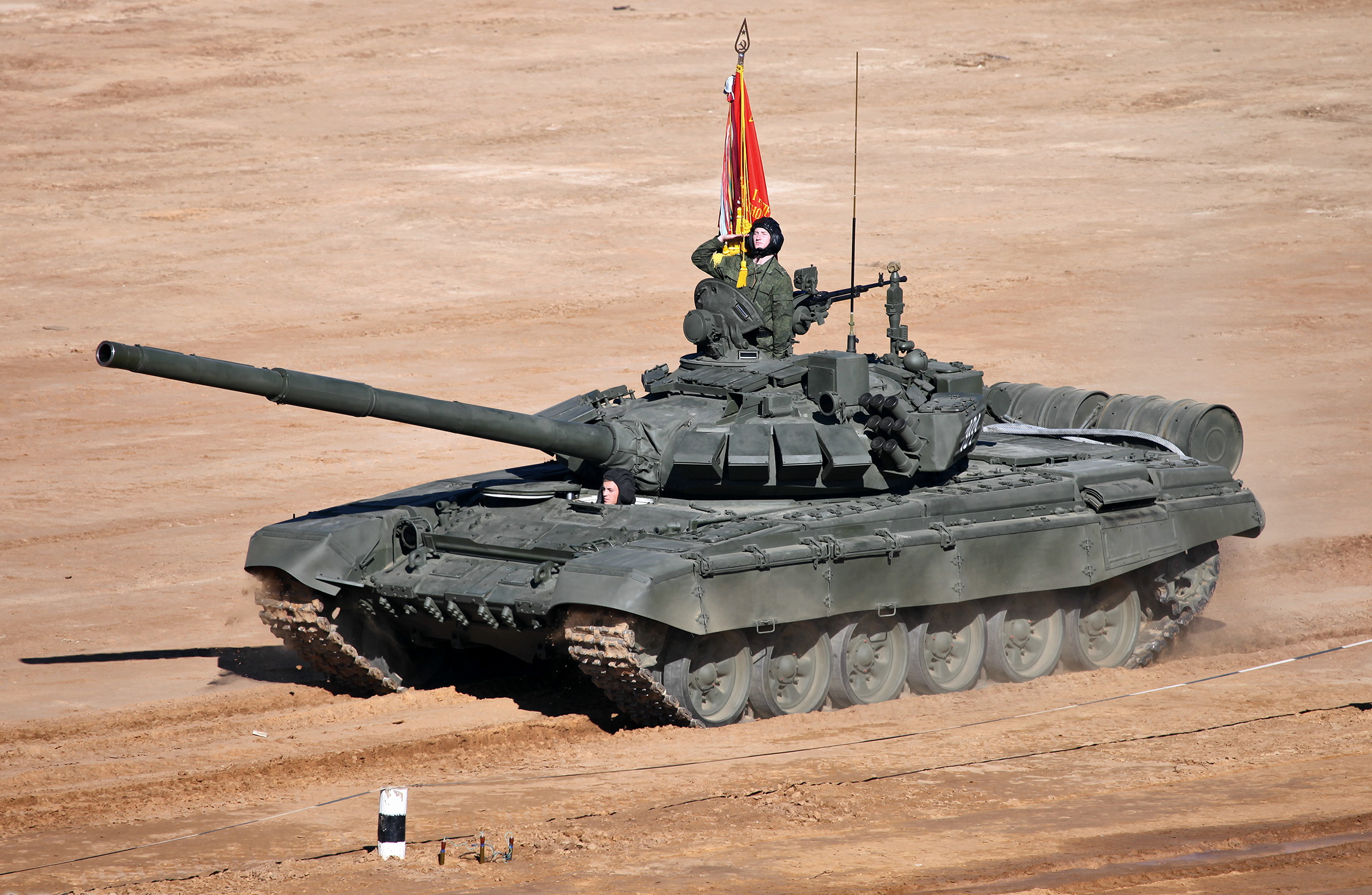
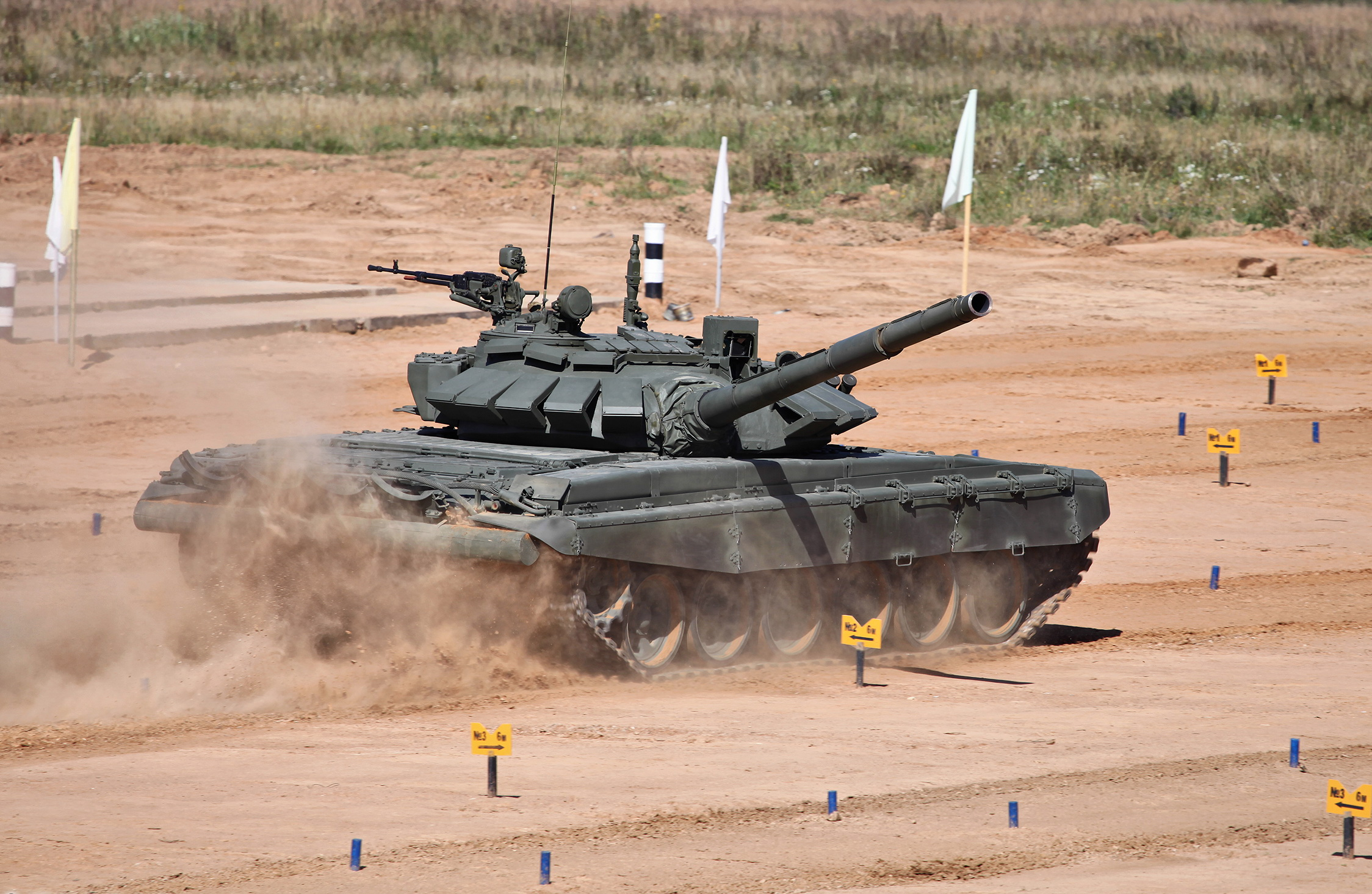
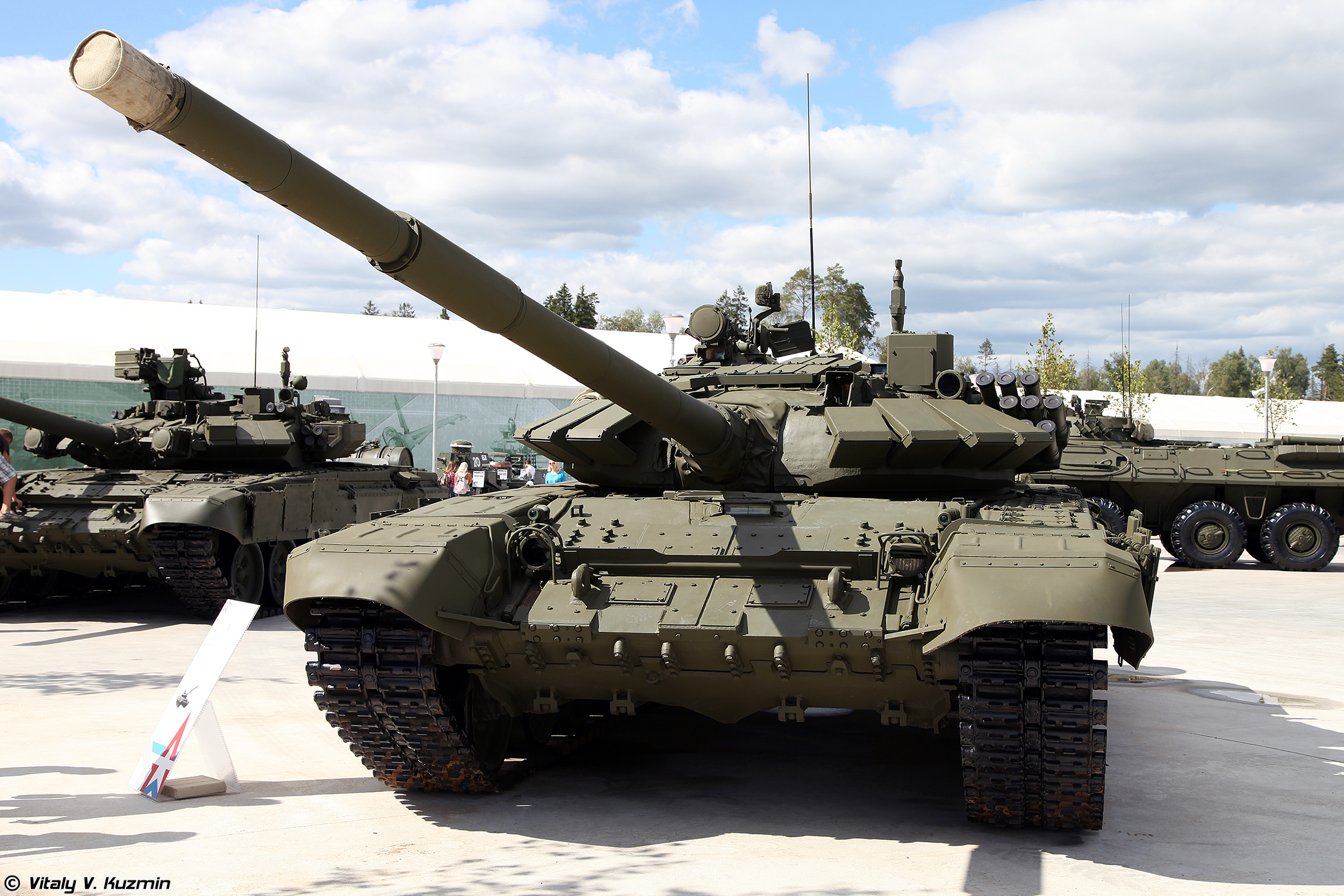
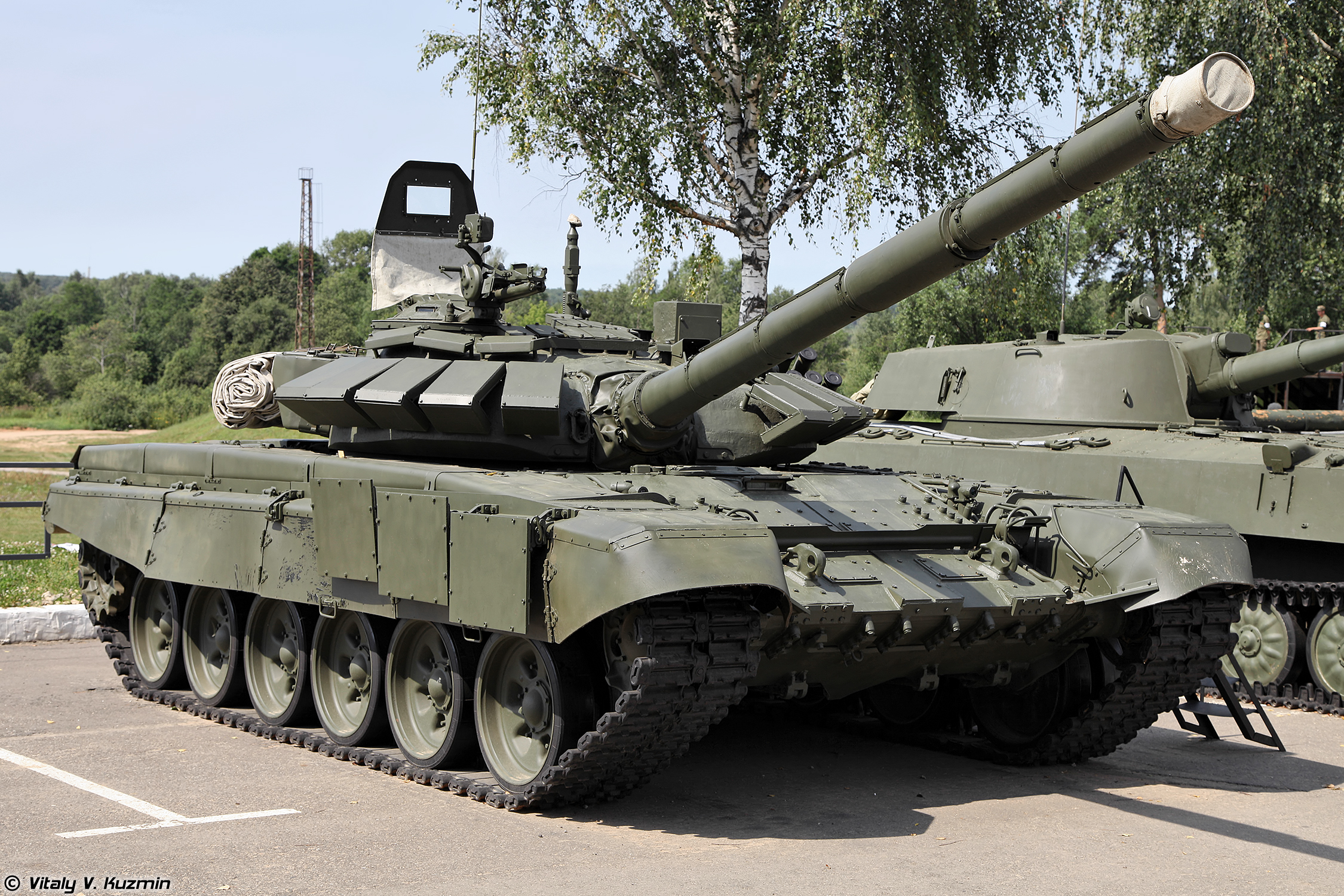
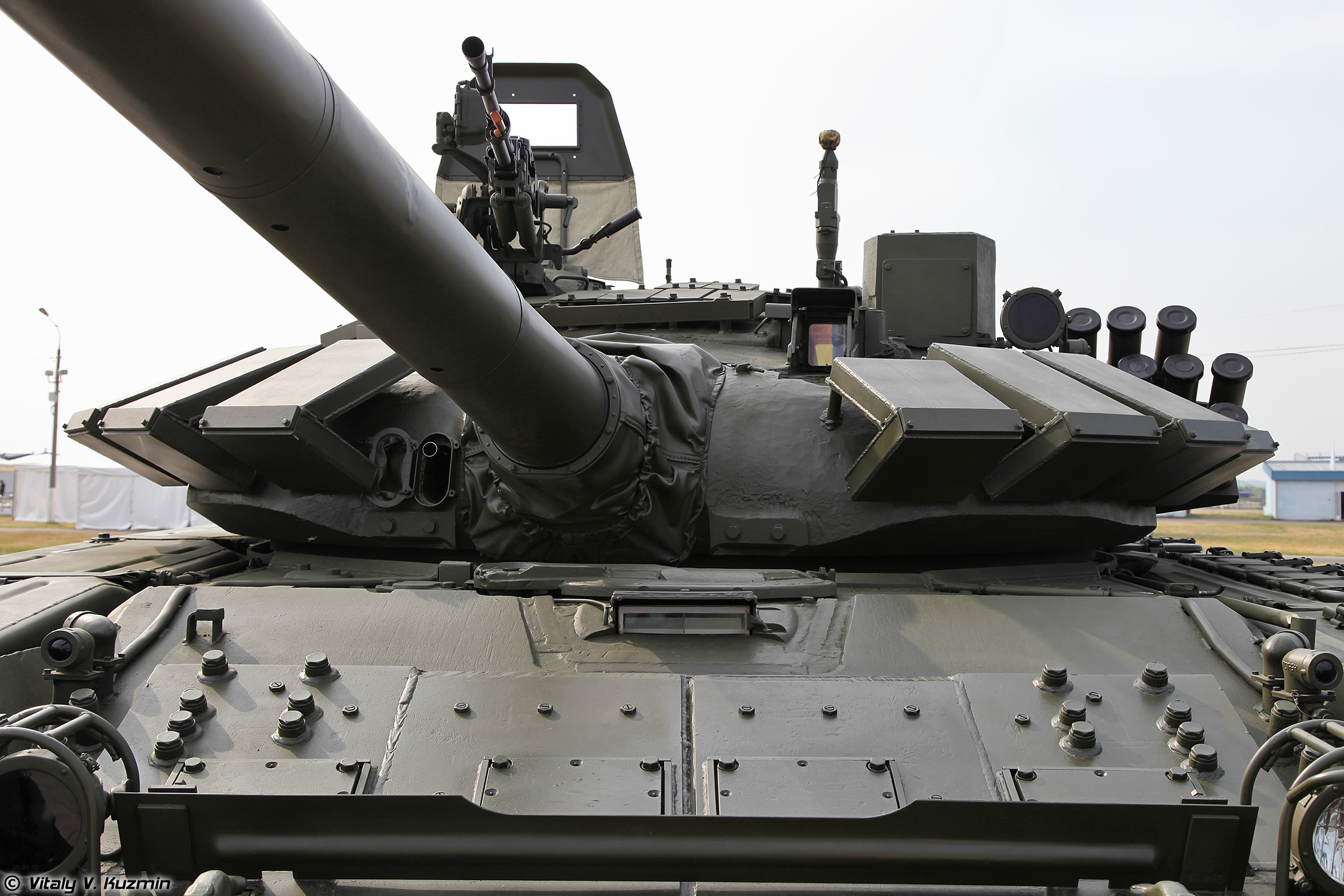

### Україна

#### Т-72АГ
Т-72АГ (T-72-AG) — модернізація запропонована ХКБМ, що передбачає заміну штатного двигуна потужністю 780/840 к.с. новим двигуном серії 6ТД, який був розроблений для танків Т-80УД/Оплот. Є два різні варіанти дизельних двигунів: 6ТД-1 потужністю 1000 к.с. і 6ТД-2 потужністю 1200 к.с. Обидва двигуни забезпечують високі характеристики при експлуатації в умовах пустелі при температурах навколишнього середовища до 55 градусів вище нуля.
Для підвищення тактичної мобільності Т-72АГ додатково може бути обладнаний супутниковою системою навігації. Для підвищення рівня захисту на танку Т-72АГ встановлюються додаткові броньові модулі на лобові частини корпусу та башти, вбудований динамічний захист (ВДЗ) на корпус і башту, а також бортові екрани з ВДЗ у передній частині корпусу. З метою підвищення захисту екіпажу від зброї масового ураження на танк Т-72АГ встановлюється система колективного захисту, призначена для герметизації населеного відділення. Додатково на Т-72АГ може бути встановлений комплекс оптико-електронної протидії «Варта».
На танку Т-72АГ при модернізації можливо зберегти штатну 125-мм гармату 2А46. Однак для підвищення вогневої потужності її доцільно замінити на 125-мм гармату КБА3 українського виробництва. Ця гармата забезпечує найвищу ймовірність влучання з танкового озброєння не тільки при стрільбі з місця, але й при стрільбі на ходу в рухомі цілі. Варіант модернізації Т-72-120 передбачає застосування гармати калібру 120 мм і боєприпасів стандарту НАТО. Відмінною рисою Т-72АГ є наявність зенітної установки закритого типу, розміщеної на командирському люку. Також на модернізованому танку Т-72АГ встановлюється сучасний комплекс управління вогнем, що дозволяє ефективно вражати нерухомі та рухомі цілі як з місця, так і на ходу. Замість прицілу ТПД-К1 встановлений приціл 1Г46 з лінією візування, стабілізованою у вертикальній і горизонтальній площинах. Замість нічного прицілу ТПН-1 (ТПН-3), встановлений нічний комплекс навідника ТО1-КО1Е з прицілом ТПН-4Е. Приціл забезпечує дальність бачення вночі у пасивному режимі до 1200 м. Новий комплекс управління вогнем танка може мати комплекс керованого озброєння.
Т-72АМГ (T-72-AMG) — варіант модернізації аналогічний Т-72АГ, але без заміни силової установки.
Т-72УМГ (T-72-UMG) — варіант модернізації аналогічний Т-72АМГ, але з іншого установкою комплекту ДЗ на башті.

#### Т-72-120
Орієнтація на Захід багатьох колишніх партнерів по Варшавському договору, а також наявність різних модифікацій танка Т-72, спонукало українських танкобудівників до створення модифікації Т-72 для НАТО — Т-72-120. Основною відмінністю від двох попередніх моделей розробки ХКБМ є те, що на цьому танку встановлюється 120-мм гладкоствольна гармата під боєприпаси НАТО відповідного калібру. Комплекс озброєння оснащений новим автоматом заряджання, розташованим в ніші башти, подібним тому, що встановлений на французькому танку «Леклерк». У транспортері A3 розміщується 22 унітарні постріли, інші 20 укладаються в спеціальну нішу в задній частині бойового відділення. Система керування вогнем, допоміжне озброєння, силова установка і захист Т-72-120 повністю аналогічні танку Т-72АГ.

#### Т-72Е
Т-72Е — варіант модернізації танка, створений на Харківському бронетанковому ремонтному заводі у співпраці з ХКБД, пропонований на експорт. Встановлений двигун 5ТДФЕ потужністю 900 к.с. (5ТДФМА-1 потужністю 1050 к.с. На варіант Т-72Е1), зі збереженням старої системи охолодження і без значних доробок корпусу, автономний електроагрегат ЕА-10 потужністю 10 кВт, кондиціонер, трансмісія з підвищеним ККД, вбудований ДЗ «Ніж» на башті і навісний на корпусі.

#### Т-72УА
Т-72УА1 — варіант модернізації танка Київського ремонто-механічного заводу, пропонований на експорт. Встановлений двигун 5ТДФМА-1 потужністю 1050 к.с., зі збереженням старої системи охолодження і без значних доробок корпусу, трансмісія з підвищеним ККД, 12,7-мм зенітний кулемет ДШКМ, вбудований ДЗ «Ніж» на башті і навісний на корпусі. Можлива установка допоміжної силової установки ЕА-10-2 потужністю 10 кВт.
Т-72УА4 (T-72UA4) — український варіант модернізації танка аналогічний Т-72УА1, пропонований для Казахстану. Машина має вдосконалений прицільно-спостережний комплекс командира з зенітною кулеметною установкою закритого типу, комплекс оптико-електронної протидії «Варта»[джерело?].

#### Т-72АМТ

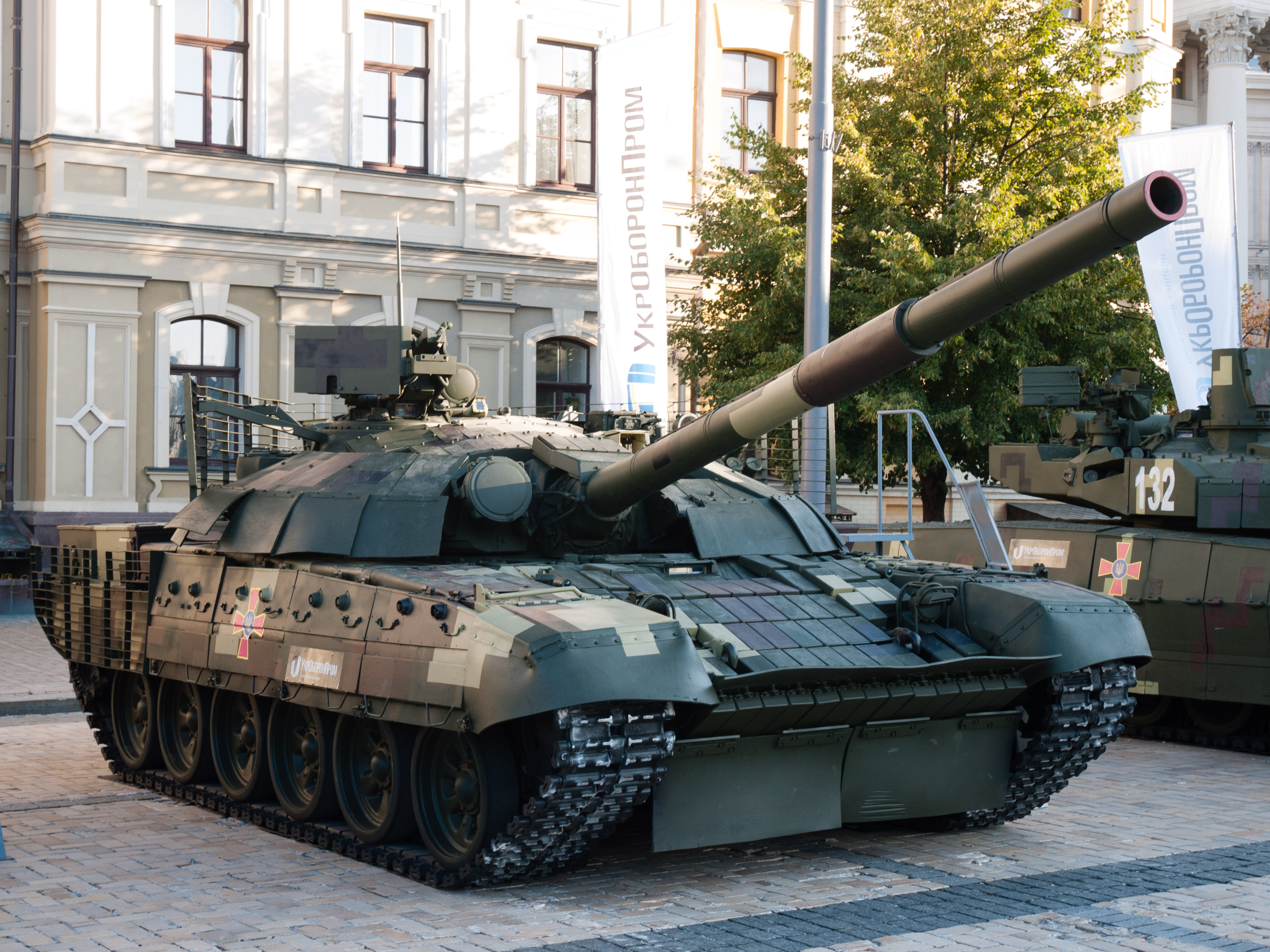
Т-72АМТ

Т-72АМТ — варіант модернізації Т-72А розробки Київського бронетанкового заводу, серед іншого, передбачає встановлення на танк приладів нічного бачення з електронно-оптичними перетворювачами третього покоління, нічного прицілу 1К13 з можливістю ведення вогню керованою ракетою «Комбат», двигуна В-84-1 замість В-46, комплексу динамічного захисту по тип танку Т-72UA, радіостанцій Aselsan, навігаційної системи СН-3003 «Базальт»; ведучих коліс з гусеницями та відкидними щитками по типу Т-80. Очікується, що цей перший зразок модернізованого танку Т-72АМТ з усім новим устаткуванням буде продемонстровано у Києві під час виставки нової техніки та озброєння до Дня незалежності України 24 серпня 2017 р. Потім — відомчі випробування.
На танк встановлена модифікація «Щит-72» комплексу динамічного захисту «Ніж».
В середині серпня 2018 року на одному з військових полігонів ЗС України тривали випробування танку Т-72АМТ.
Зацікавлення цим пакетом модернізації виявила Польща.
24 лютого 2021 року першу партію з 5 танків Т-72АМТ було передано Збройним силам України.

### Польща

#### T-72M1R
T-72M1R (2016) є подальшим розвитком радянського експортного танка Т-72М1. Він відрізняється наявністю ПНБ PNK-72 Radomka для водія, тепловізійного прицілу KLW-1 та камерою KLW-1 Asteria, зображення з яких виводиться на монітор командира. Також оновлено прилади спостереження командира та засоби зв'язку і навігації. Озброєння та захист покращень не зазнали, тож повноцінним сучасним танком Т-72М1R вважати не можна, бо він не отримав ні динамічного захисту, ні можливість стрільби сучасними протитанковими боєприпасами.
Понад 200 танків цієї модифікації та Т-72М1 в невідомих пропорціях було передано Польщею та Чехією Україні  як військову допомогу під час Російського вторгнення в 2022. В Україні танки було додатково оснащено динамічним захистом.
PT-91 Twardy
PT-91 (кінець 80-х) — ОБТ на базі T-72M1, що має цифрову систему керування вогнем, новий динамічний захист та посилені ходові якості.

### Чехія

#### T-72EA
T-72EA (від англ. Excalibur Army) є модернізацією Т-72М1 від чеської компанії Excalibur Army. На танк встановлюється динамічний захист, сучасний радіозв’язок, цифрова приладова панель, тепловізійний приціл з лазерним далекоміром, також збільшується потужність двигуна до 840 к.с.
Україна має отримати 90 таких танків за кошт Нідерландів та США в рамках МТД. 

### Інші

#### Т-72М2 «Модерн»

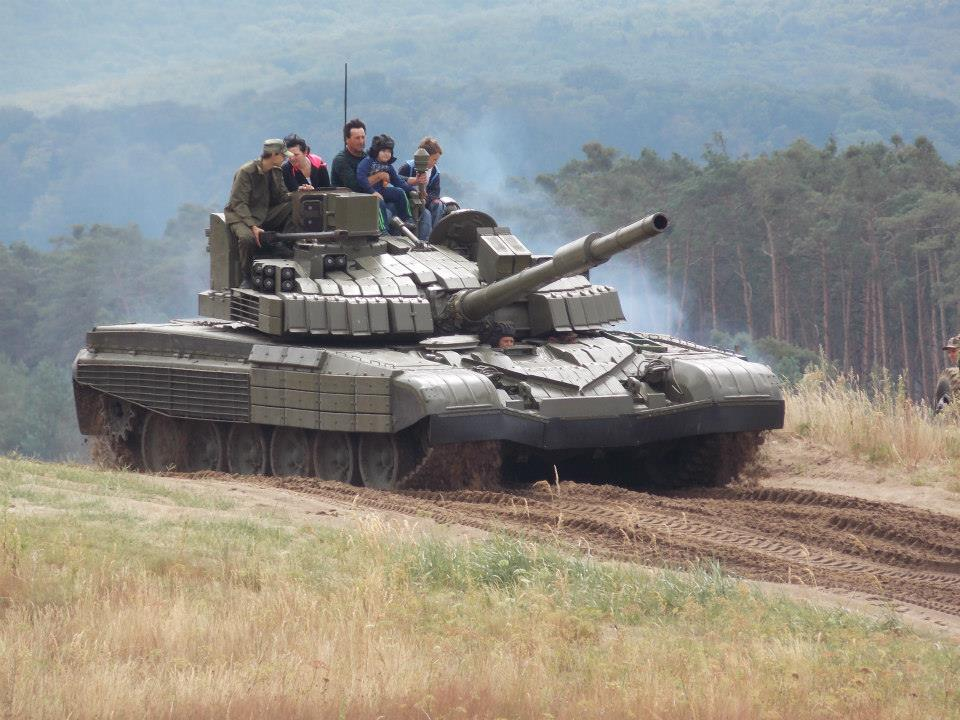
Т-72М2 «Модерн»

Т-72М2 «Модерн» — словацька модифікація Т-72 із залученням бельгійських та французьких фахівців. Було модернізовано систему управління вогнем. Замість штатного нічного прицілу, встановлений тепловізор, який раніше був розроблений для модернізації бельгійських танків «Леопард-1». Командир танка отримав панорамний приціл VS580 від танка «Леклерк», тому він дублює функції навідника, а також може вести вогонь з автоматичних гармат. На танку встановили комплект динамічного захисту масою в 1,5 тонни, який значно посилив протикумулятивну стійкість у фронтальній проєкції. В результаті всіх нововведень маса танка зросла до 43,5 тонни. Аби не погіршити характеристики рухливості, на «Модерн» встановили двигун потужністю 850 к.с. Запас ходу — до 650 км.
Попри ґрунтовну модернізацію, танк не знайшов покупців. На озброєння словацької армії надійшли більш прості варіанти модернізації, у яких були відсутні малокаліберні гармати.

#### Т-72МП
Т-72МП (T-72-MP) — спільний проєкт модернізації українськими, чеськими та французькими конструкторами. Україну в цьому проєкті представляють ХКБМ і  ЗТМ ім. Малишева, Чехію — підприємства PSP BOHEMIA as, Францію — фірми SAGEM і SFIM. Новий проєкт модернізації танка може дозволити подовжити термін служби Т-72 на 15-20 років і за вартістю становитиме не більше 30 % від суми, необхідної для закупівлі нових машин. За співвідношенням вартість-ефективність за деякими параметрами Т-72МП має навіть кращі результати, ніж у нових танках. Модернізація виконана за модульним принципом, що дозволить виконувати майбутні удосконалення залежно від потреб клієнтів. Завдяки використанню останніх розробок в галузі танкобудування, за своїми бойовими характеристиками танк Т-72МП наблизився до новітніх машин провідних країн НАТО, таких як «Леклерк», М1А2 «Абрамс» і «Леопард» 2А5.
Модернізація Т-72МП передбачала підвищення всіх основних бойових властивостей танка — вогневої потужності, захищеності й рухливості. Проблема підвищення вогневої потужності вирішена розширенням можливостей виявлення цілей та їхньої ідентифікації за будь-яких умов, скорочення часу реакції на відкриття вогню після виявлення. Це досягнуто установкою в танк панорамного денного прицілу командира VS/MVS 580 і комбінованого (денного/нічного) прицілу навідника SAVAN-15 з вбудованим лазерним далекоміром і тепловізійною камерою. Обидва приціли мають незалежну стабілізацію лінії прицілювання у двох площинах. З установкою на танк нових прицілів, автоматизованої СУО з комплектом автоматичних давачів умов стрільби, зокрема давача метеорологічних умов, системи контролю відносного положення дульного зрізу ствола і вдосконаленої гармати, вдалося значно збільшити ймовірність влучання із першого пострілу з місця і з ходу, вдень і вночі за будь-яких погодних умов. Крім того, спростилися дії екіпажу при озброєнні танку.
Захищеність танка підвищена завдяки установці на ньому вбудованого та додаткового динамічного захисту нового покоління, що підвищує стійкість бронювання проти боєприпасів з кумулятивною бойовою частиною удвічі, проти бронебійно-підкаліберних снарядів — в 1,6 раза й забезпечує захист навіть від боєприпасів з тандемними бойовими частинами. На Т-72МП може встановлюватися система оптико-електронного захисту від протитанкових керованих ракет з інфрачервоним і лазерним наведенням. Ця система аналогічна встановлюваним на російські танки Т-80У і Т-90 системам «Штора-1» і «Штора-2». Машина також забезпечена новими системами ППО, діагностики та зв'язку.
Кращі показники рухливості танка Т-72МП порівняно з базовим Т-72 досягнуті завдяки застосуванню іншої силової установки, яка не вимагає модифікації корпусу і не змінює силует машини. За своїм складом і характеристикам силова установка Т-72МП нічим не відрізняється від установки, що стоїть на Т-72АГ.

#### PT-17
Основний бойовий танк PT-17 є глибокою модернізацією Т-72 за стандартами НАТО. Був створений у тісний співпраці між оборонними комплексами Польщі та України для демонстрації його можливостей перед потенційним замовником — Міністерством оборони Польщі.
Для модернізації Т-72, які знаходяться на озброєнні Сухопутних Сил Польщі, польська компанія «Bumar — Labedy» S.A. запропонувала «Укроборонпрому» провести спільні роботи з модернізації танку та об‘єднати найкращі розробки обох оборонних комплексів. А організацію сумісних робіт провели фахівці ДГЗІФ «Укрінмаш», що входить до складу ДК «Укроборонпром».
Для підвищення вогневої потужності PT-17 отримав нову гармату КБМ2, натівського калібру 120-мм, яка була виготовлена на підприємстві «Укроборонпрому» — «ХКБМ ім. Морозова». При цьому українськими інженерами був повністю перероблений автомат заряджання для використання 120-мм танкових боєприпасів. Такі зміни озброєння викликали необхідність зміни конструкції башти. Для підвищення точності вогню на PT-17 встановлено польські приціли типу GOC-1 Nike та GOD-1 Iris від PCO S.A.
Також PT-17 обладнаний польським двигуном S1000R з автоматичною трансмісією ESM-350M, додатковою силовою установкою та новою системою управління. Як і у випадку з баштою, для встановлених нових силових агрегатів були проведені роботи зі зміни всього моторно-трансмісійного відділу танка. Модернізація торкнулась і захисту машини, включаючи систему динамічного захисту та електронних систем протидії ворожим атакам.
 Вірменія: у травні 2013 року розпочато модернізацію Т-72 до рівня PT-72U.

## Галерея

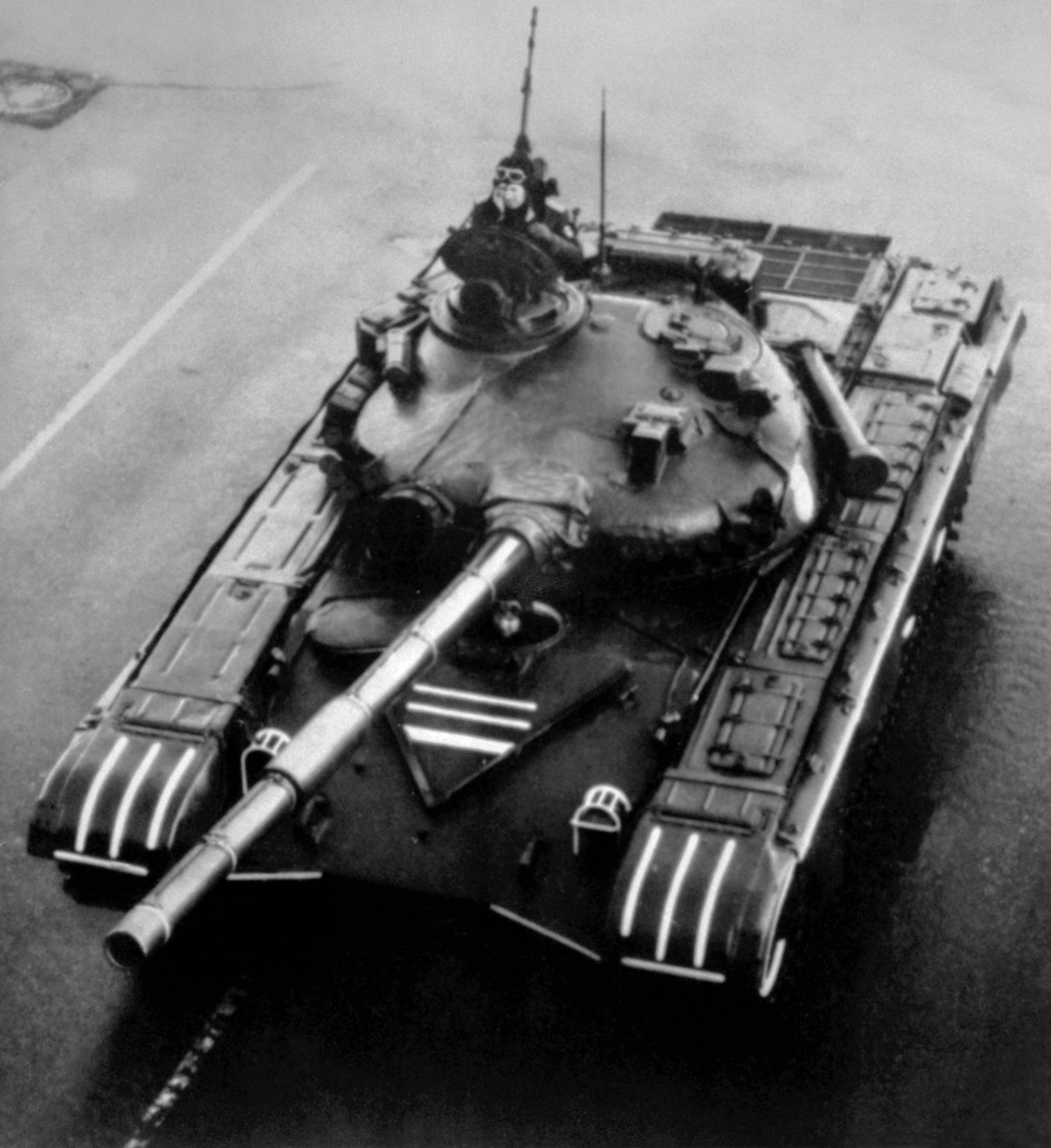
Т-72А на параді
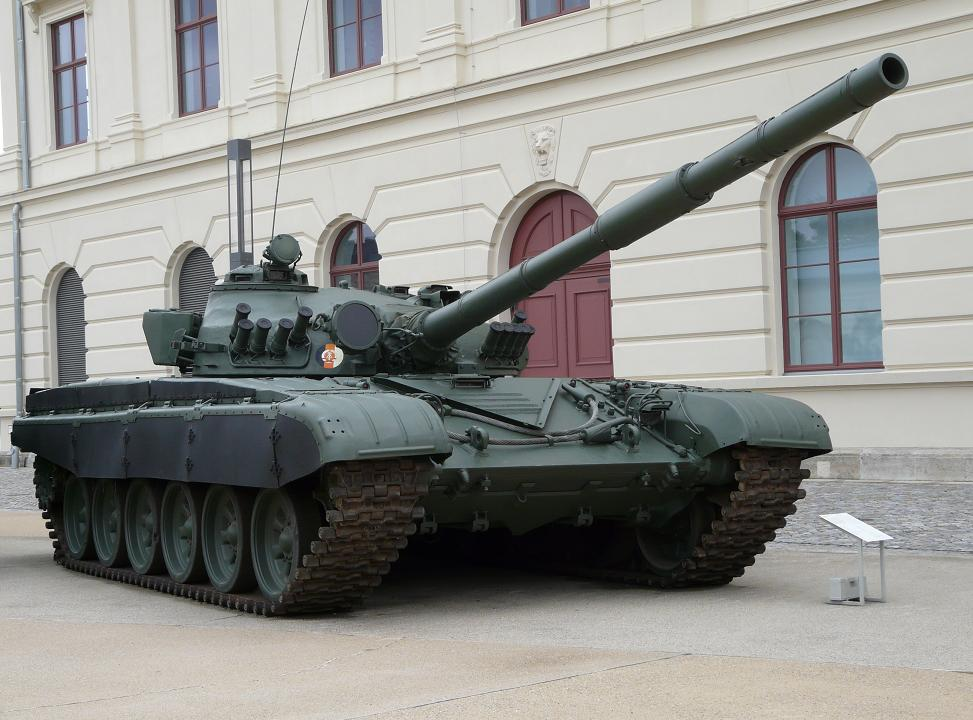
Т-72М
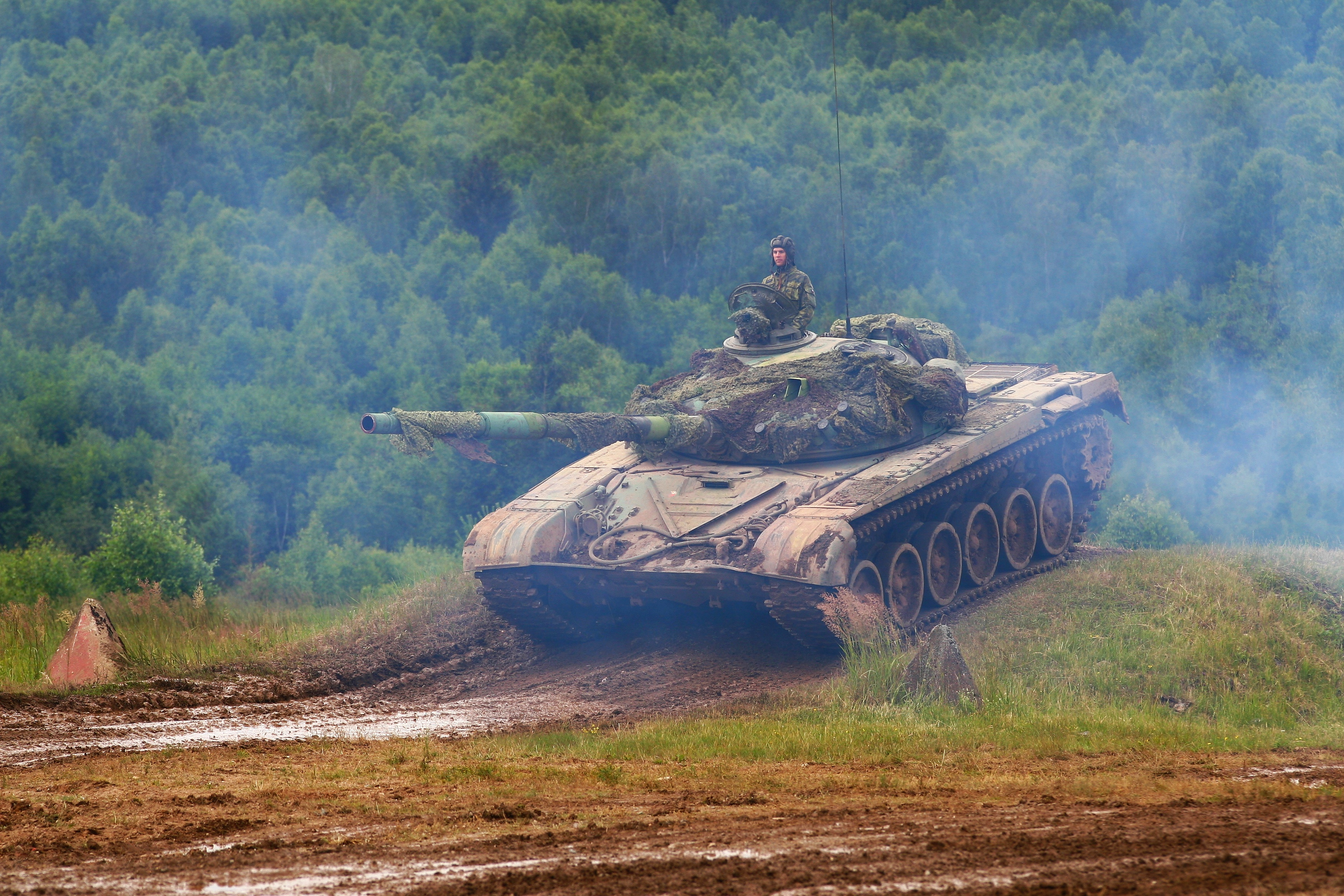
Чеський Т-72М1 на навчаннях
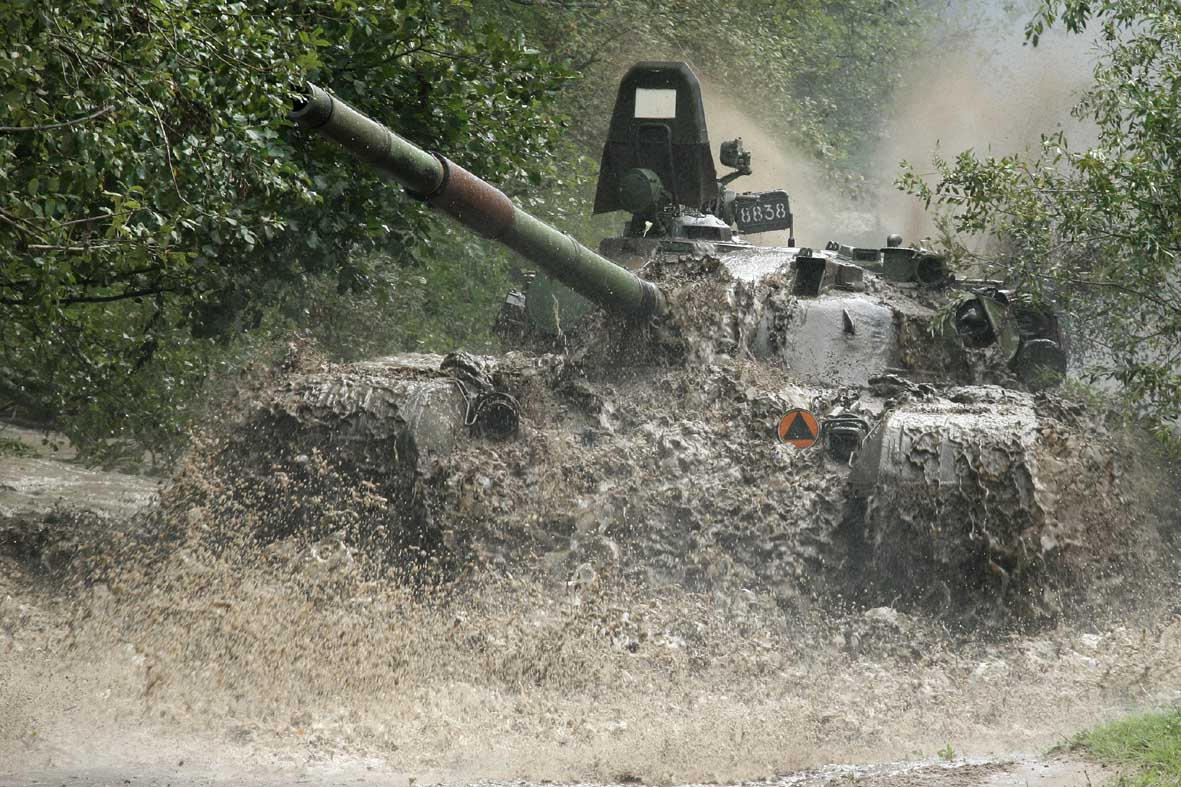
Польський Т-72М1 на навчаннях
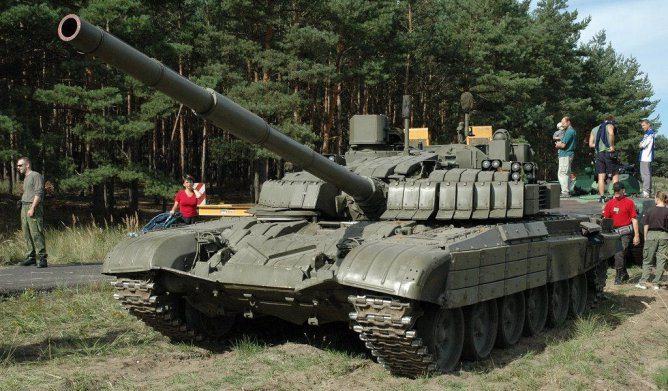
Т-72М2 (Словаччина)
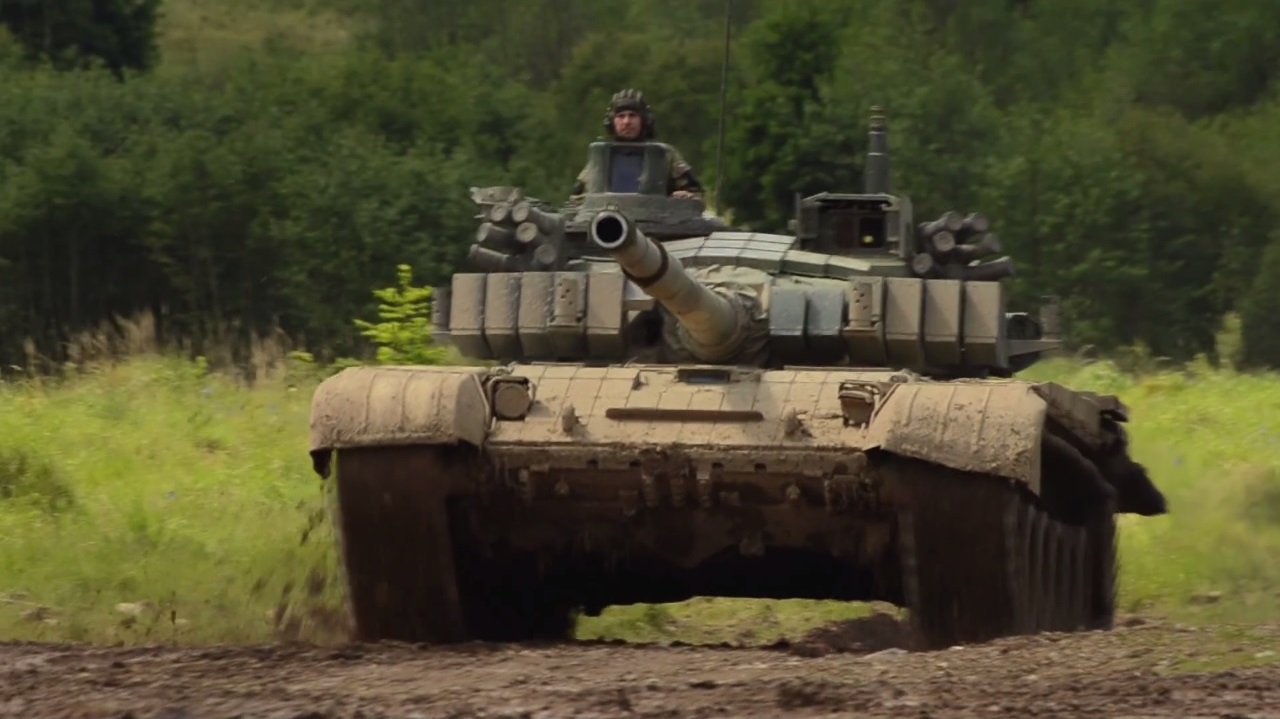
Т-72М4 (Чехія)
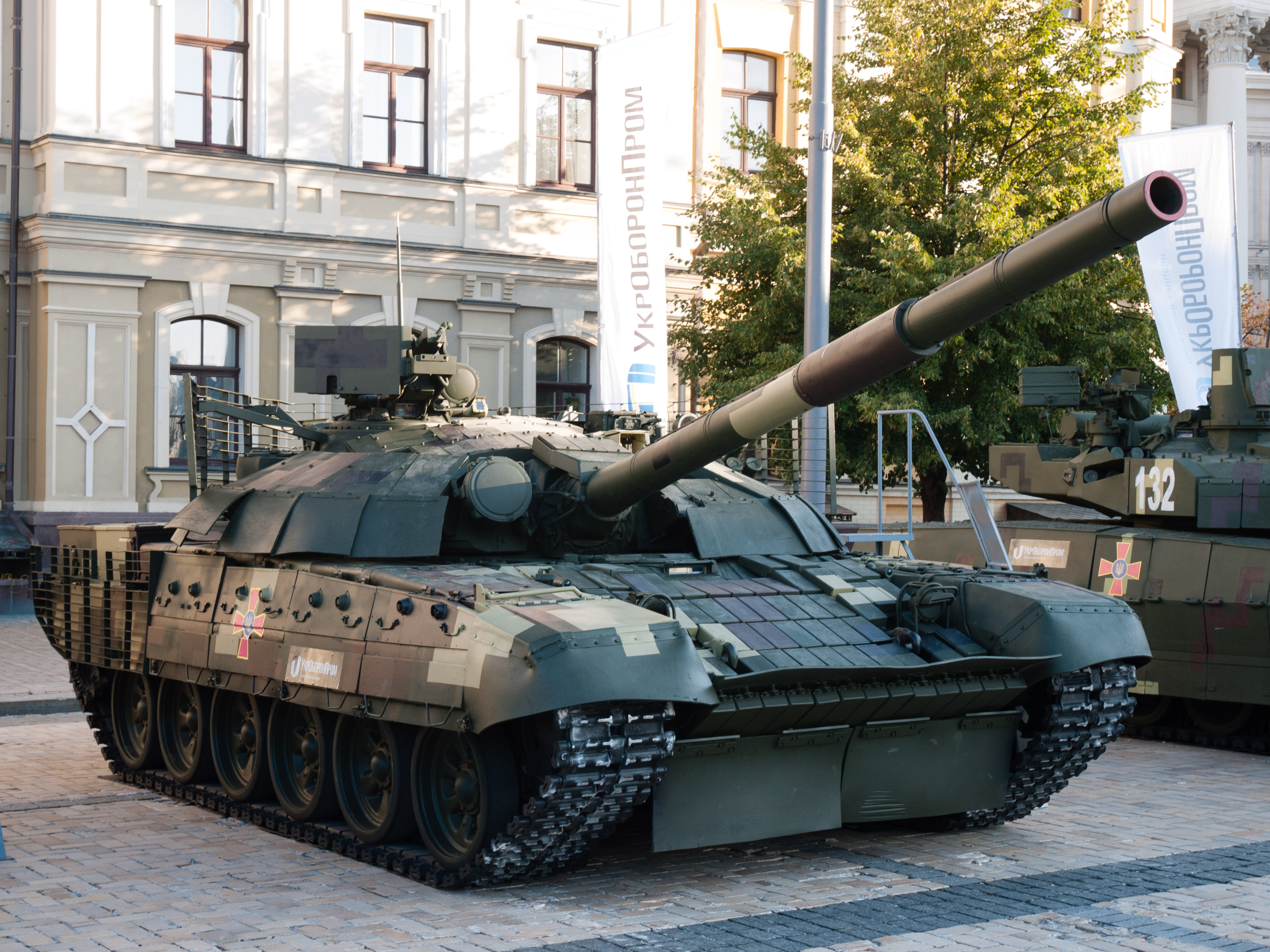
Т-72АМТ в Києві
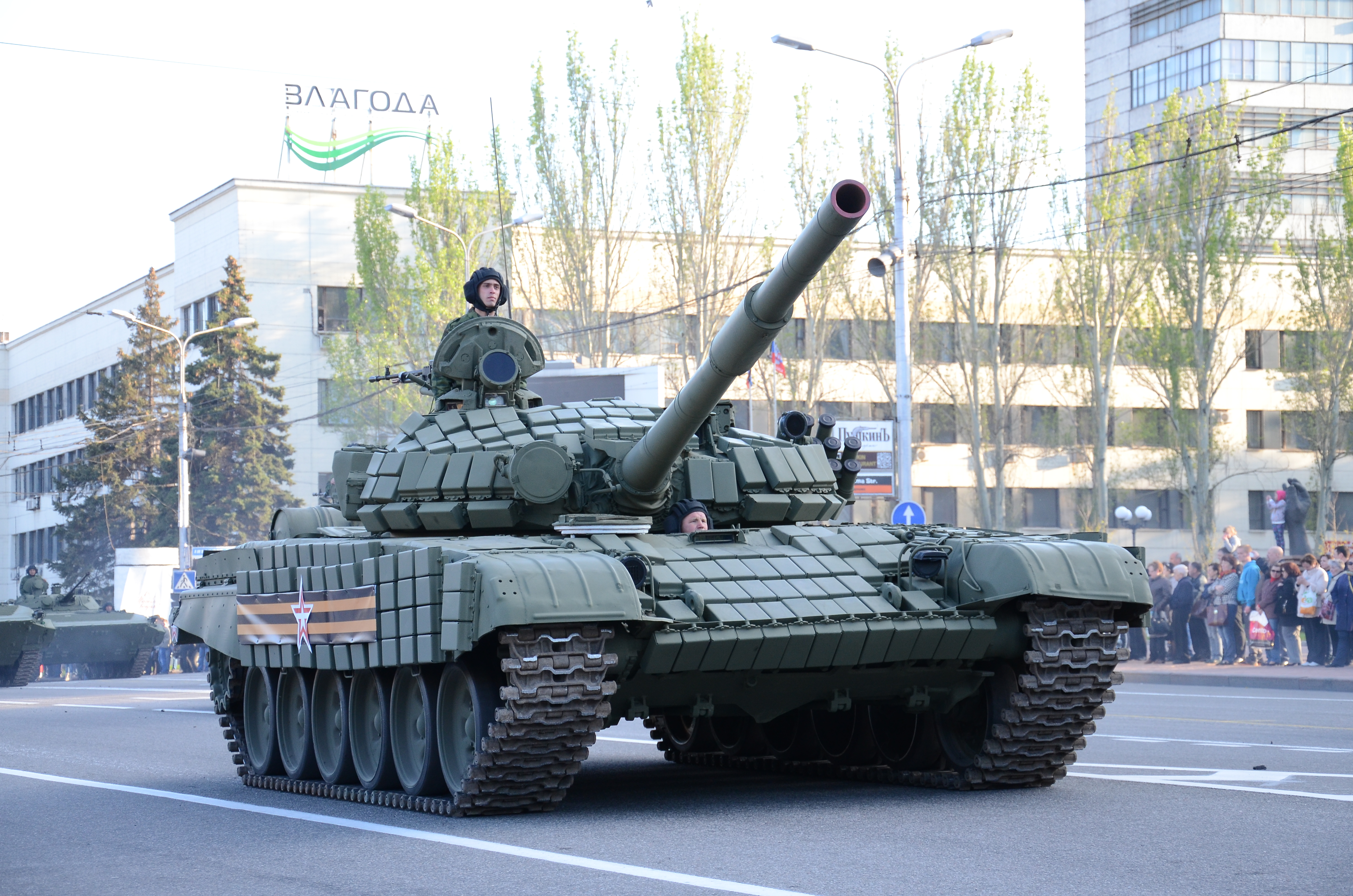
Т-72Б (окупаційні війська на Донбасі)
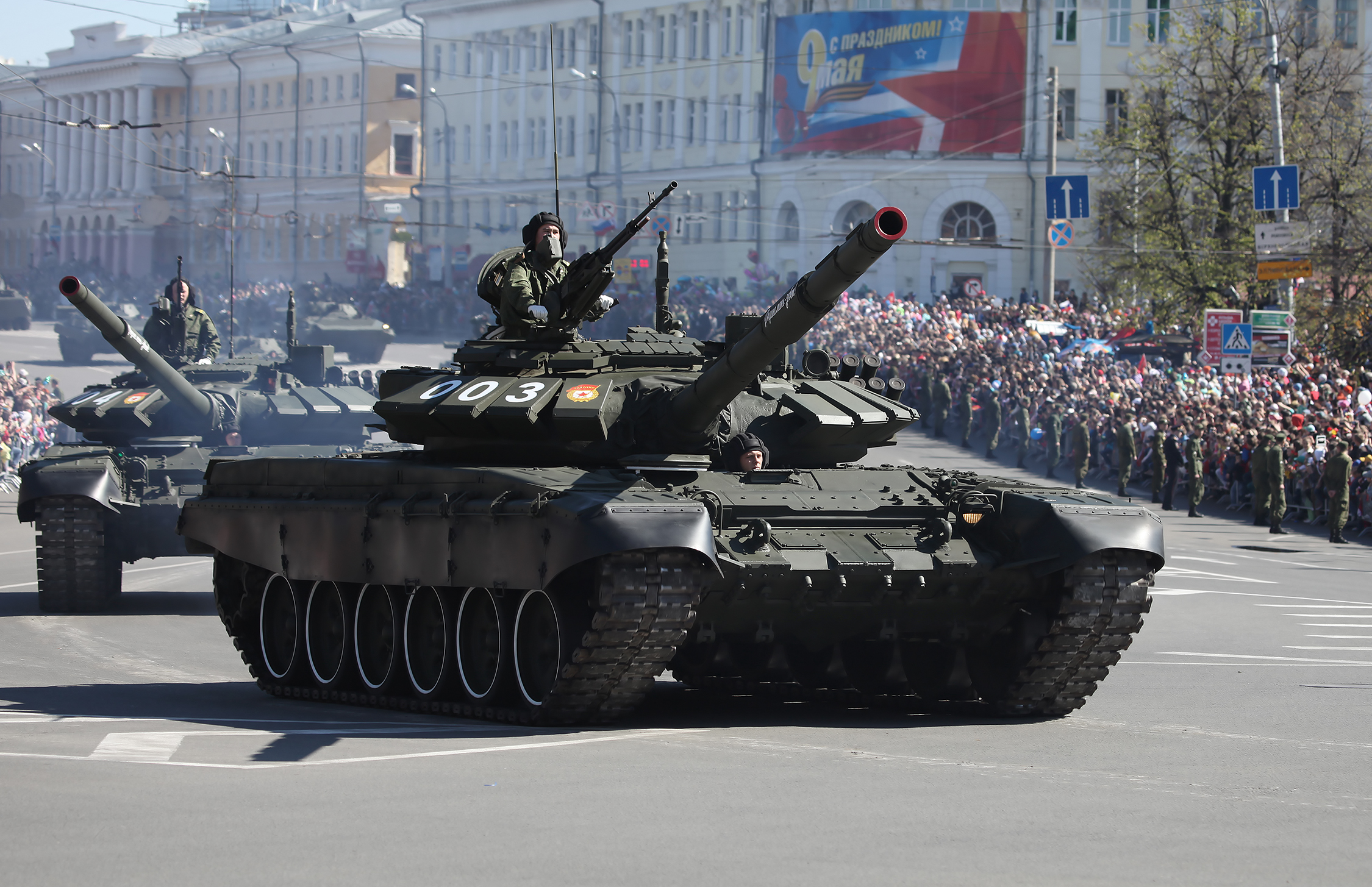
Російський Т-72Б3

## Бойове застосування
Танки Т-72 та модифікації були використані в численних збройних конфліктах та війнах:
- Ірано-іракська війна
- Ліванська війна (1982)
- Югославські війни (Косовська війна)
- Війна в Перській затоці (1990—1991 рр.)
- Війна в Іраку
- Карабаський конфлікт
- Війни в Чечні: Перша чеченська війна та Друга чеченська війна
- Конфлікт у Македонії (2001)
- Російсько-грузинська війна (2008)
- Російське вторгнення в Україну (2022)

### Російсько-українська війна
Масово постачались росіянами незаконним військовим формуванням на Донбасі під час бойових дій 2014-2015 та використовувались підрозділами ЗС РФ. На початок конфлікту Збройні сили України мали 600 танків Т-72, що перебували на складах зберігання. Однак дефіцит справної бронетехніки змусив Міністерство оборони відновити експлуатацію машин.
Відомо про бойове застосування модифікації Т-72Б3. Так, наприклад, капітан Збройних сил Російської Федерації Юрій Прилуцький доставив на територію України танк Т-72Б3 для «обкатки» у війні з Україною. Однак, був знищений разом ще з 7 танками Т-72 поблизу міста Чистякове, Донецької області, українськими партизанами. Згідно з документами танк належав військовій частині Збройних сил Російської Федерації № 65384.
Згідно з відкритими даними це 17 мотострілецька бригада, що дислокується на території Чеченської республіки в місті Шалі. Згідно з відкритими даними, бригада мала на озброєнні 41 танк модифікації Т-72Б3. А українські аналітики з Інформнапалму ідентифікували серед окупаційних військ фотосвідчення про перебування на Донбасі танкіста 17 бригади Максима Іванова, який потім був нагороджений орденом «За відвагу!».
Танк типу Т-72Б3 був трофеїзований українськими військовими під час бойових дій під Іловайськом, однак згодом втрачений у боях.
Танки цього типу були помічені також під час боїв за Дебальцеве.

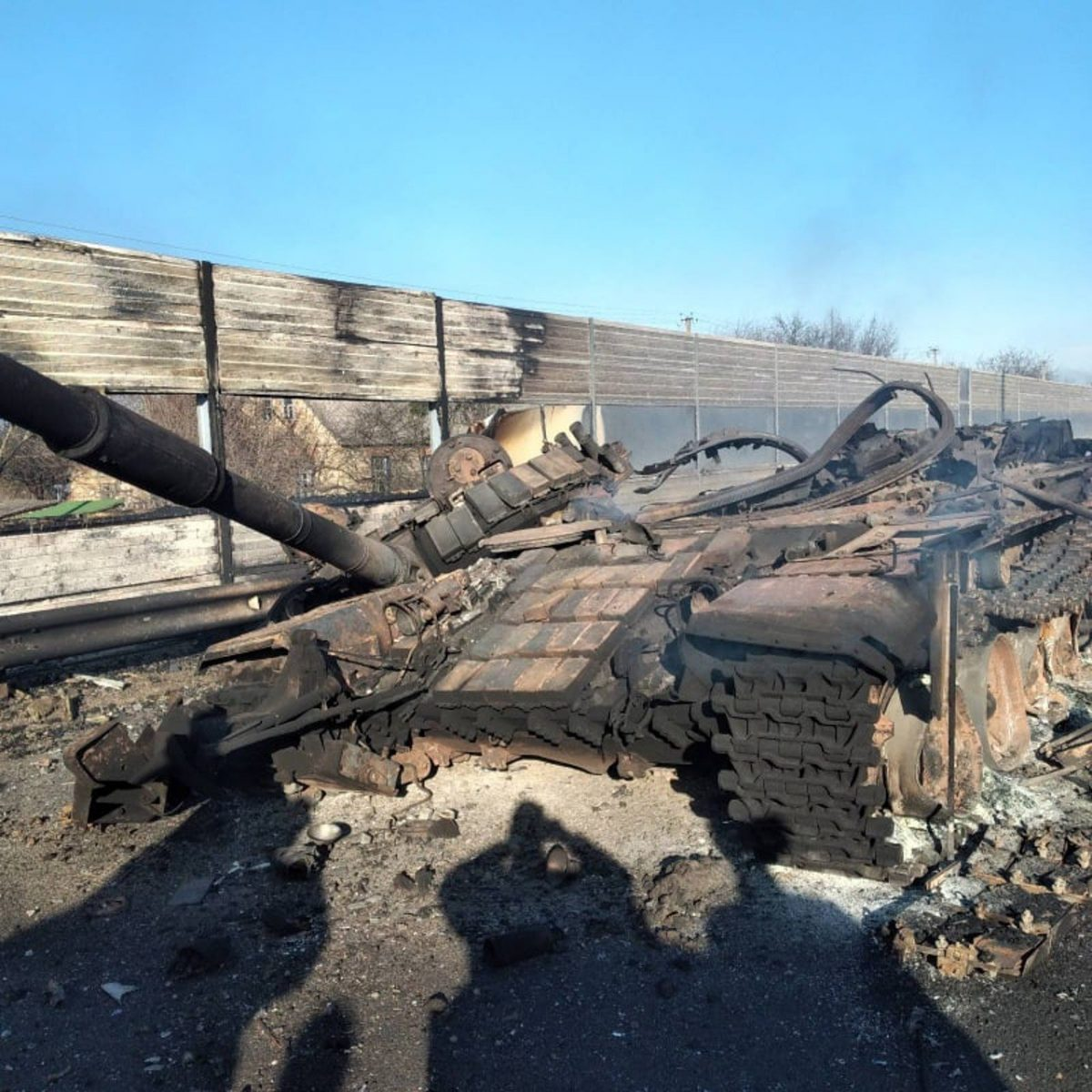
Згорілий російський танк Т-72, підбитий 8 березня 2022 танкістами 14-тої окремої механізованої бригади у бою за визволення від російських окупантів селища Макарів Київської області

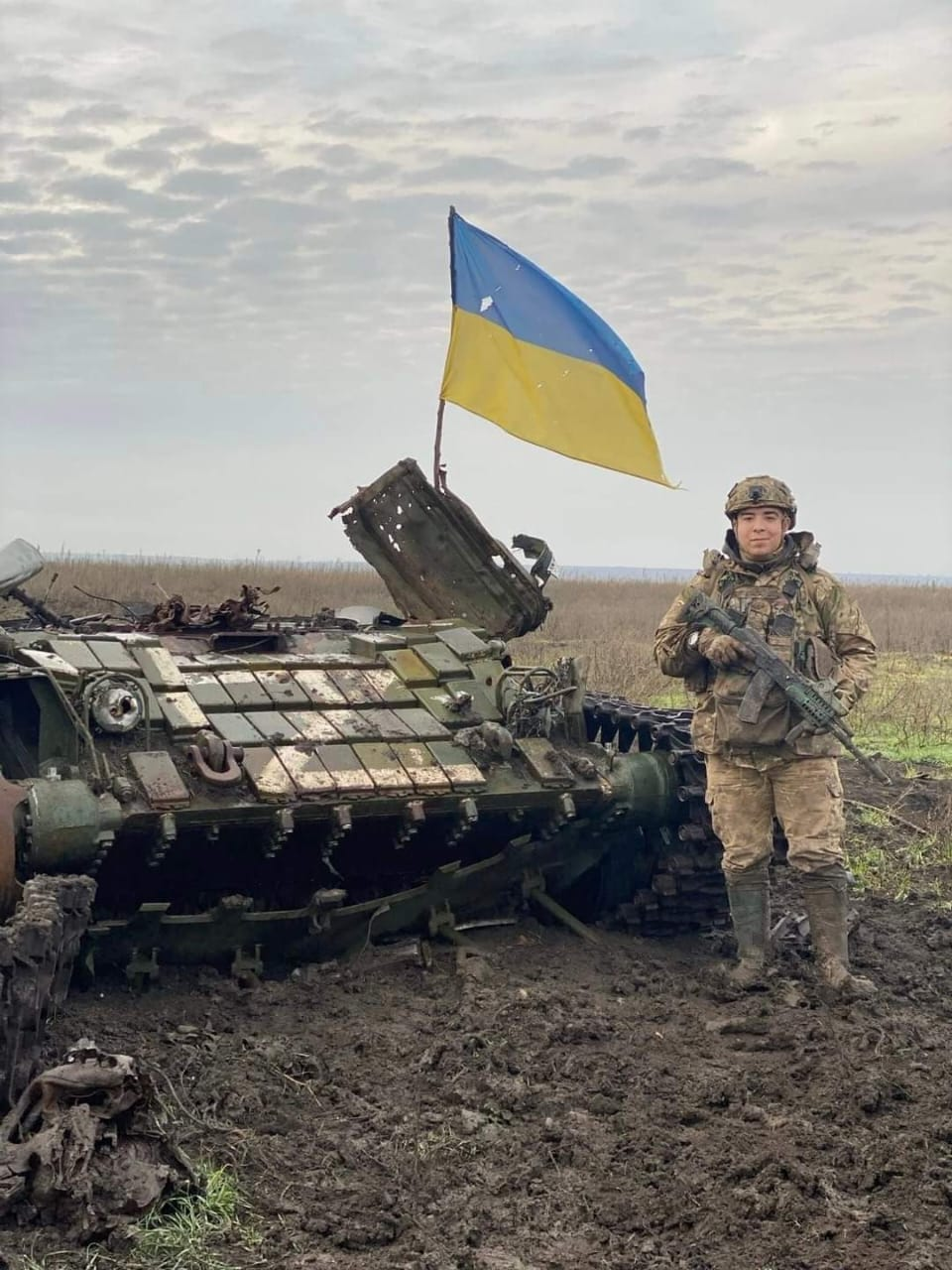
Залишки танку Т-72Б серпня 2024

Різноманітні модифікації Т-72 активно використовуються ЗС РФ під час повномасштабного вторгнення в Україну з 2022 року.
Станом на 5 жовтня 2024 року відомо про втрату Росією в ході вторгнення щонайменше 1358 одиниць Т-72. Серед них:
| Модель          | Знищено | Захоплено | Всього |
| --------------- | ------- | --------- | ------ |
| Т-72            | 2       | 0         | 2      |
| Т-72А           | 29      | 9         | 38     |
| Т-72АВ          | 16      | 4         | 20     |
| Т-72Б           | 248     | 65        | 313    |
| Т-72Б зр. 1989  | 73      | 18        | 91     |
| Т-72Б зр. 2022  | 91      | 1         | 92     |
| Т-72БА          | 13      | 16        | 29     |
| Т-72Б3          | 248     | 76        | 322    |
| Т-72Б3 зр. 2014 | 2       | 1         | 3      |
| Т-72Б3 зр. 2016 | 161     | 106       | 267    |
| Т-72Б3 зр. 2022 | 49      | 3         | 52     |
| Невідомо        | 124     | 3         | 127    |
| Всього          | 1056    | 302       | 1358   |

### Війна в Сирії
Використовується різними про-асадівськими військовими формуваннями, ІДІЛ, а також російським ПВК «Вагнера». Кілька танків цієї моделі були знищені американською артилерією та ВПС США на сході Сирії при спробі асадівсько-російських сил атакувати курдські позиції на правому березі ріки Євфрату на початку лютого 2018.

## Оператори
- Україна:
  - Сухопутні війська Збройних сил України — 133 танки Т-72, з них 100 од. Т-72АВ і Т-72Б1; та 33 од. Т-72АМТ; 500 од. перебувають на зберіганні, станом на 2021 рік[29].
  - Національна гвардія України — 36 од. T-72Б і T-72М1.

### Україна
Станом на 2014 рік конфлікту Збройні сили України мали 600 танків Т-72, що перебували на складах зберігання. Однак дефіцит справної бронетехніки змусив Міністерство оборони відновити експлуатацію машин.
В січні-березні 2020 року міністерству оборони було передано 31 модернізованих танків. Танки проходили модернізацію на КБТЗ.
На початку 2020 року модернізовані танки Т-72АМТ були передані 24 ОМБр ім. Короля Данила.
З початком російського вторгнення в лютому 2022 року Україна звернулась по допомогу до союзних країн. В квітні 2022 року після узгодження з іншими партнерами по НАТО уряд Чехії розпочав постачання танків Т-72, БМП-1 та гаубиць. Відомо, що в першу партію увійшло більше десятка танків.
Наприкінці квітня 2022 року стало відомо, що Польща передала Україні кілька сотень із наявних в неї Т-72 (частина з них в модифікації Т-72M1R), чого достатньо для оснащення двох танкових бригад у Збройних Силах України. Згідно з заявами президента Польщі Анджея Дуди, станом на червень 2022 було передано понад 240 танків, а на січень 2023 уже понад 260.
В серпні 2022 танки Т-72А передала також Північна Македонія.
В вересні 2022 чеський бізнесмен Далібор Дєдек оголосив збір на суму 1,22 млн євро на модернізований танк T-72 Avenger для України. Збір було завершено приблизно за місяць. У жовтні танк, якому дали назву «Томаш» на честь Томаша Масарика уже вирушив до України. 
В листопаді 2022 стало відомо про плани США та Нідерландів профінансувати модернізацію 90 танків чеською компанією Excalibur Army. Вартість проєкту склала 90 млн доларів. Додатково було оголошено про 30 додаткових танків, які раніше законтрактувала одна з країн Африки, але погодилась поступитись танками Україні.
В грудні Марокко оголосило про передачу запчастин до танків Т-72, ставши першої країною Африки, що надала військову допомогу Україні.